# Straßenbahn Heidelberg
Die Straßenbahn Heidelberg ist ein wichtiger Träger des öffentlichen Nahverkehrs in Heidelberg. Das meterspurige Straßenbahnnetz ist über zwei nach der Eisenbahn-Bau- und Betriebsordnung für Schmalspurbahnen (ESBO) betriebene Überlandstrecken, die früher der mittlerweile aufgelösten Oberrheinischen Eisenbahn-Gesellschaft (OEG) gehörten, auch mit der Straßenbahn Mannheim/Ludwigshafen und der Bahnstrecke Bad Dürkheim–Ludwigshafen-Oggersheim verknüpft.
Die erste elektrische Straßenbahn verkehrte im Jahr 1901. Betrieben wird das Straßenbahnnetz seit dem Jahr 2009 von der Rhein-Neckar-Verkehr GmbH (RNV), Eigentümer ist weiterhin die Heidelberger Straßen- und Bergbahn AG. Das Netz führt aus dem Heidelberger Stadtgebiet heraus auch in die Nachbargemeinden Leimen und Eppelheim.

## Linienübersicht
| Linie | Strecke |
| ----- | --- |
| 5     | Weinheim – Mannheim – Heidelberg – Weinheim (ex OEG): Weinheim – Viernheim – Käfertal – Mannheim-Innenstadt – Seckenheim – Edingen – Wieblingen – Hauptbahnhof – Bismarckplatz – Neuenheim – Handschuhsheim – Dossenheim – Schriesheim – Großsachsen – Lützelsachsen – Weinheim |
| 9     | Bismarckplatz – Mannheim – Ludwigshafen – Bad Dürkheim (RNV-Express): Bismarckplatz – Heidelberg Hauptbahnhof – Wieblingen – Edingen – Seckenheim – Neuostheim – Mannheim Planetarium – Mannheim Hauptbahnhof – Ludwigshafen Berliner Platz – Oggersheim – Maxdorf – Ellerstadt – Bad Dürkheim → Nur in den Sommermonaten so+fe |
| 21    | Vormittags: Seegarten – Hauptbahnhof – Technologiepark – Hans-Thoma-Platz – Technologiepark – Campus Bergheim – Seegarten Nachmittags: Seegarten – Campus Bergheim – Technologiepark – Hans-Thoma-Platz – Technologiepark – Hauptbahnhof – Seegarten: Vormittags: Seegarten – Stadtbücherei – Stadtwerke – Hauptbahnhof – Betriebshof – Jahnstraße – Bunsengymnasium – Technologiepark – Heiligenbergschule – Hans-Thoma-Platz – Heiligenbergschule – Technologiepark – Bunsengymnasium – Jahnstraße – Volkshochschule – Campus Bergheim – Altes Hallenbad – Seegarten Nachmittags: Seegarten – Altes Hallenbad – Campus Bergheim – Volkshochschule – Jahnstraße – Bunsengymnasium – Technologiepark – Heiligenbergschule – Hans-Thoma-Platz – Heiligenbergschule – Technologiepark – Bunsengymnasium – Jahnstraße – Betriebshof – Hauptbahnhof – Stadtwerke – Stadtbücherei – Seegarten → Betriebszeit zwischen etwa 7 und 19 Uhr, nur Mo–Fr |
| 22    | Bismarckplatz – Ringstraße – Bahnstadt – Pfaffengrund – Eppelheim: Bismarckplatz – Seegarten – Stadtbücherei – Ringstraße – Montpellierbrücke – Hauptbahnhof Süd – Gadamerplatz – Eppelheimer Terrasse – Henkel-Teroson-Straße – Marktstraße – Kranichweg/Stotz – Jakobsgasse – Eppelheim Rathaus – Kirchheimer Straße |
| 23    | Bismarckplatz – Weststadt – Rohrbach – Leimen: Bismarckplatz – Seegarten – Stadtbücherei – Römerkreis Süd – Christuskirche – S-Bahnhof Weststadt/Südstadt – Bergfriedhof – Bethanien-Krankenhaus – Rheinstraße – Markscheide – Eichendorffplatz – Rohrbach Markt – Ortenauer Straße – Freiburger Straße – Rohrbach Süd – Zementwerk – Johannes-Reidel-Straße – Georgi-Marktplatz – Kurpfalz-Centrum – Moltkestraße – Leimen Friedhof |
| 24    | (Schriesheim –) Handschuhsheim – Technologiepark – Hauptbahnhof – Weststadt – Rohrbach Süd: (Schriesheim Bahnhof – Schriesheim Süd – Dossenheim Nord – Dossenheim Bahnhof – Dossenheim Süd –) Burgstraße – Biethsstraße – Hans-Thoma-Platz – Heiligenbergschule – Technologiepark – Bunsengymnasium – Jahnstraße – Betriebshof – Hauptbahnhof – Stadtwerke – Römerkreis Süd – Christuskirche – S-Bahnhof Weststadt/Südstadt – Bergfriedhof – Bethanien-Krankenhaus – Rheinstraße – Markscheide – Eichendorffplatz – Rohrbach Markt – Ortenauer Straße – Freiburger Straße – Rohrbach Süd → Bedienung von Schriesheim nur in der Hauptverkehrszeit (6:30 – 8:00 sowie 16:30 – 18:00) im 20-Minuten-Takt |
| 26    | Handschuhsheim – Neuenheim – Bismarckplatz – Bergheimer Straße – Bahnstadt – Kirchheim: Burgstraße – Biethsstraße – Hans-Thoma-Platz – Kapellenweg – Blumenthalstraße – Kußmaulstraße – Brückenstraße – Bismarckplatz – Altes Hallenbad – Campus Bergheim – Volkshochschule – Betriebshof – Czernybrücke – Gadamerplatz – Hauptbahnhof Süd – Rudolf-Diesel-Straße – Messplatz – Ilse-Krall-Straße – Albert-Fritz-Straße – Odenwaldstraße – Kirchheim Rathaus – Kirchheim Friedhof |

Alle Linien werden von der RNV betrieben. Die Infrastruktur des Straßenbahnnetzes (Strecken nach BOStrab) ist im Besitz der HSB.
Die Linien 21 bis 24 trugen bis zum Fahrplanwechsel am 10. Dezember 2006 die Bezeichnungen 1 bis 4. Die Linie 26 wurde zeitgleich neu eingeführt, war zuvor aber als Linie 6 in der Planung.
Die Linie 5 (ehemals OEG) verkehrt auf dem Rundkurs Mannheim – Weinheim – Heidelberg – Mannheim in beiden Richtungen. In den Städten Mannheim und Heidelberg befährt sie die Straßenbahnnetze. Auf den Überlandstrecken fahren die Linien 5 und 9 als Eisenbahn. Die Infrastruktur der Eisenbahnstrecken ist im Besitz der MVV Verkehr GmbH, die 2009 die MVV OEG AG vollständig übernommen hat. Seither existiert der Name OEG formal nicht mehr.

## Fahrzeugpark
Den aktuellen Einsatzbestand an Straßenbahnwagen der RNV am Standort Heidelberg bilden derzeit:
- 2 achtachsige Gelenktriebwagen GT8 von Duewag, Baujahr 1975 (202 ehemaliger Fahrschulwagen und abgestellt, 204 Museumswagen)
- 7 achtachsige Stadtbahnwagen M8C von Duewag, Baujahre 1985 und 1986, umgebaut zu M8C-NF 2010–2013, Nummern 3251–3254 und 3256–3258
- 2 sechsachsige Niederflurwagen MGT6D von Duewag, Baujahre 1994 und 1995, Nummern 3265 und 3268
- 16 achtachsige Rhein-Neckar-Variobahnen von Bombardier, Baujahre 2002 und 2003 (Nummern 3273 bis 3280 ohne Energiespeicher), sowie 2009 und 2010 (Nummern 3281 bis 3288 mit Energiespeicher)
- 10 sechsachsige Rhein-Neckar-Variobahnen von Bombardier, Baujahre 2005–2006 (Nummern 4133–4138 und 4140–4142 ohne Energiespeicher) und 2009 (Nummer 4143 mit Energiespeicher)

Nach deren Einsatzende waren die letzten Heidelberger Sechsachser lange Zeit im Betriebshof Ludwigshafen-Rheingönheim abgestellt, wurden aber bis Januar 2019 abgegeben oder verschrottet. Ein Sechsachser (Wagennummer 218) wurde aus Schöneiche zurückgeholt.

## Geschichte

### Vorortbahnen
Im Jahre 1883 erhielten die Gebrüder Leferenz eine Konzession für eine Lokalbahn von Heidelberg nach Schriesheim und weiter bis Weinheim, die sie aus finanziellen Gründen jedoch nicht verwirklichen konnten. 1887 verkauften sie die Konzession an Herrmann Bachstein, der schon 1886 die Konzession für die Strecke Mannheim–Weinheim erhalten hatte. Die Centralverwaltung für Secundairbahnen Herrmann Bachstein eröffnete diese noch im selben Jahr, 1890 folgte dann die Strecke Weinheim–Heidelberg entlang der Bergstraße, die über Leutershausen, Schriesheim, Dossenheim und Handschuhsheim führt.
1891 wurde die Strecke Mannheim–Heidelberg über Wieblingen, Edingen und Neckarhausen vollendet. Die Bahn ging 1897 in die Süddeutschen Eisenbahn-Gesellschaft (SEG) über und wurde 1911 zur Oberrheinischen Eisenbahn-Gesellschaft.

### 1871–1901: Pferdebahn

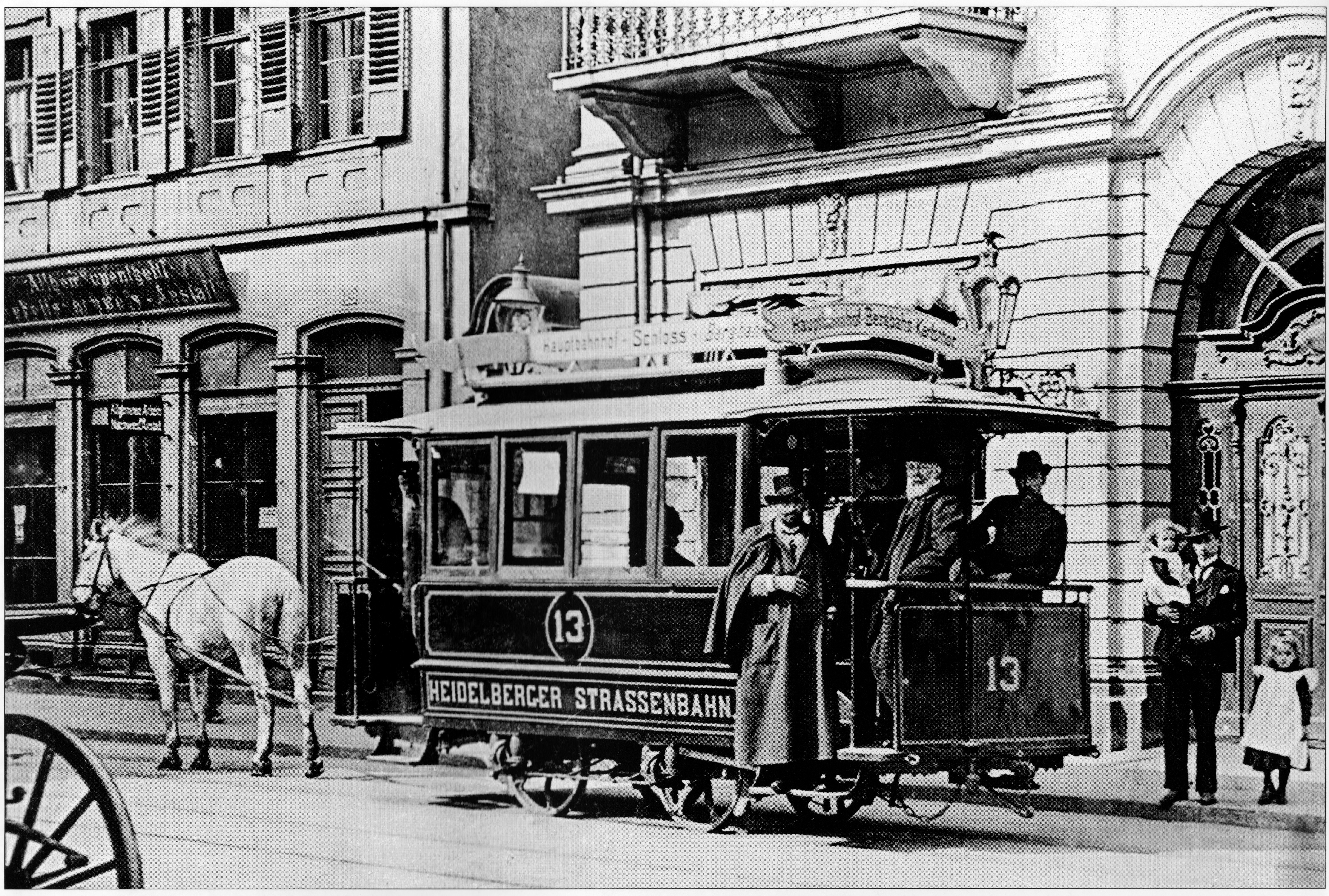
Wagen 13 der Heidelberger Pferde-Straßenbahn in der Ausweiche am Kornmarkt. (1896)

Die Geschichte des innerstädtischen Nahverkehrs in Heidelberg beginnt 1871 mit Konzessionsersuchen für die Errichtung einer Pferdebahn, die jedoch zunächst alle abgelehnt wurden. Auch als im benachbarten Mannheim 1878 die Pferdebahn eröffnet wurde, war man in Heidelberg noch eher skeptisch. Erst 1883 erfolgte die Erteilung der Konzession für die Pferdebahn, allerdings unter Auflagen. Im März 1885" folgte die Gründung der Heidelberger Straßen- und Bergbahn Gesellschaft Leferenz und Co. (HSB), die sogleich mit den Bauarbeiten begann und schon am 13. Mai später die erste Strecke vom Hauptbahnhof zum Marktplatz eröffnete. Am 8. September folgte die Strecke vom Bayrischen Hof zum Römerplatz und am 22. Juli 1886 erreicht das Streckennetz mit Eröffnung der Strecke vom Hauptbahnhof zum Steigerweg eine Länge von 3,7 Kilometer. 1887 wird die Gesellschaft in die Heidelberger Straßen- und Bergbahn AG umfirmiert. Am 30. März 1890 wurde durch sie die erste Sektion der Heidelberger Bergbahn eröffnet. Am 1. April 1890 wurde in der Bergheimer Straße ein 6-Minuten-Takt eingeführt, genau acht Jahre später auch auf der Strecke nach Rohrbach.
Die Pferdebahn hat im Jahr 1892 mit ihren 12 geschlossenen und 8 offenen Wagen, 37 Pferden und 33 menschlichen Mitarbeitern 934 685 Fahrgäste befördert. Durch die rasant ansteigenden Fahrgastzahlen bei der Pferdebahn gab es schon ab 1895 Überlegungen, eine leistungsfähigere elektrische Straßenbahn anstelle der Pferdebahn zu errichten. Auch hier gab es wieder zahlreiche Verhandlungen, die die Umsetzung verzögerten.
Am 28. Februar 1900 kaufte die Stadt Heidelberg drei Viertel der Aktien der HSB. Im Jahr 1901 beförderte die Pferdebahn mit 45 equestrischen und 40 menschlichen Mitarbeitern sowie 14 geschlossenen und 10 offenen Wagenetwa 1,61 Millionen Fahrgäste.

### 1901–1926: Elektrische Straßenbahn

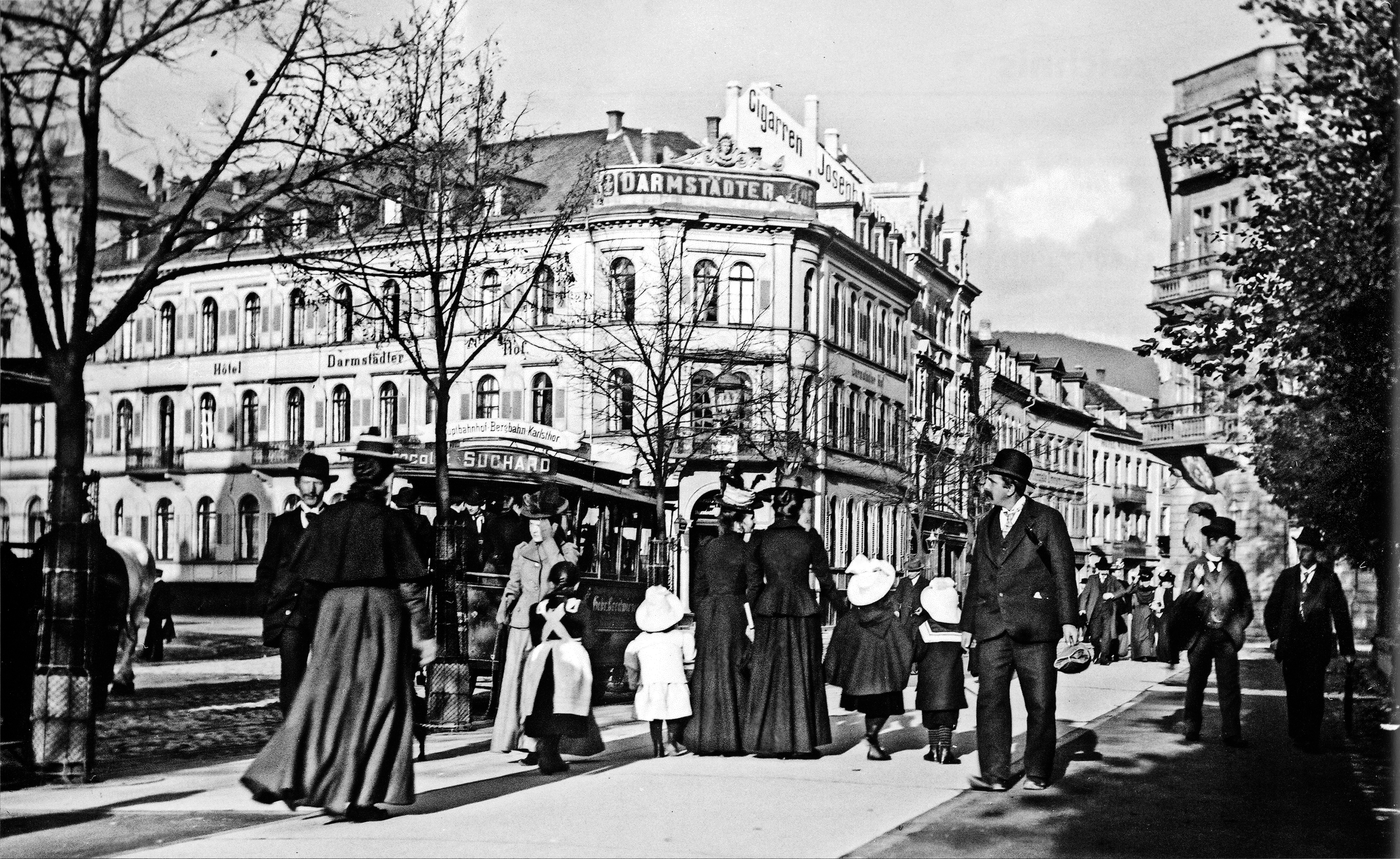
Fußgänger und Straßenbahn in Heidelberg am Bismarckplatz, Blickrichtung Hauptstraße (Hotel Darmstädter Hof, heute Darmstädter-Hof-Centrum) (ca. 1895)

Auch die südlich von Heidelberg gelegenen Ortschaften Rohrbach, Leimen, Nußloch und Wiesloch strebten nach einer besseren Verkehrsanbindung, da die Rheintalbahn doch ein ganzes Stück an den Orten vorbeigeführt war. Erste Konzessionsersuchen gab es 1886. Am 6. Juni 1900 wurde der Deutschen Eisenbahn-Gesellschaft die Genehmigung für die Elektrische Straßenbahn Heidelberg–Wiesloch erteilt, deren erster Abschnitt am 23. Juli 1901, fast ein Jahr nach dem Baubeginn am 1. August, eröffnet wurde. Sie bezog ihre Wagen von der ortsansässigen Waggonfabrik Fuchs. Zwischen dem Heidelberger Hauptbahnhof und dem Friedhof wurden die Gleise der Pferdebahn mitbenutzt, was zunächst zu Verzögerungen aufgrund der Verhandlungen geführt hatte. Daher wurde der Betrieb vom Friedhof zur Kaiserstraße erst am 22. August aufgenommen, vier Tage später die Verlängerung zur Bunsenstraße. Der verbleibende Abschnitt zum Bahnhofsvorplatz folgte am 21. Oktober 1901.
In der Anfangszeit konnte die Bahn gute Gewinne durch den Transport von Steinen vom Steinbruch in Nußloch zum Leimener Zementwerk erwirtschaften. Dieser Güterverkehr endete erst 1918, als für diese Aufgabe die Materialseilbahn Leimen–Nußloch errichtet wurde.
Im März 1902 begannen die Bauarbeiten an der elektrischen Straßenbahn in Heidelberg. Der erste Wagen verkehrte noch im selben Monat – ab dem 16. März – zwischen dem Hauptbahnhof und dem Friedhof, da hier die elektrifizierte Strecke der Straßenbahn nach Wiesloch benutzt werden konnte. Die Bauarbeiten an der restlichen Strecke dauerten bis in den Oktober. Der Betriebshof westlich des Schlachthofs wurde am 5. Oktober übergeben. Am 6. Oktober 1902 verkehrte der letzte Pferdebahnwagen, am nächsten Tag wurde der elektrische Straßenbahnbetrieb zwischen Schlachthof, Hauptbahnhof und Karlstor mit einem Vier-Minuten-Takt in der Hauptstraße eröffnet. Einige Wagen der Pferdebahn wurden als Anhänger der elektrischen Straßenbahn weiter verwendet; der letzte erhaltene Pferdebahnwagen befindet sich heute im Hannoverschen Straßenbahn-Museum. Das Pferdebahndepot zwischen Poststraße und Römerstraße wurde 1903 verkauft.
Die Genehmigung für erste Erweiterungen folgte am 23. Oktober 1903, der Baubeginn am 16. November. Der Abschnitt bis zur Kußmaulstraße in Neuenheim wurde am 1. März, am 30. April 1904 dann die restliche Strecke bis zum Grünen Hof in Handschuhsheim eröffnet. Sie verlief eingleisig neben der eingleisigen Strecke der SEG, wie auch schon in der Bergheimer Straße, und endete bei der heutigen Kindertagesstätte in der Handschuhsheimer Landstraße. 1912 wurde die Strecke in die Mittelstraße (heutige Steubenstraße) verlegt und führte westlich an der Tiefburg vorbei bis zur Biethstraße. Ab 1919 endeten die Züge an der Ausweiche am Grahampark südlich der Tiefburg.
Am 1. Juli 1905 wurde die Elektrische Straßenbahn Heidelberg – Wiesloch von der Stadt Heidelberg für 1,9 Millionen Mark erworben und an die HSB als Betriebsführerin verpachtet. Am 24. Juli 1923 übernahm die HSB die Vorortbahn – die 1910 noch eine Zweigbahn Rohrbach – Kirchheim erhalten hatte – von der Stadt Heidelberg und beglich den Kaufpreis mit Aktien, wodurch die Stadt Mehrheitsaktionärin der HSB wurde.
Nun folgten weitere Streckenerweiterungen: Am 30. April 1910 wurde die Linie nach Schlierbach genehmigt, die am 1. November 1910 in Betrieb ging, nachdem im Juli 1906 eine Ende Oktober 1905 eingerichtete Buslinie auf dieser Strecke wegen Unrentabilität eingestellt wurde; am 4. November 1912 folgte die Genehmigung für die Verlängerung bis Neckargemünd Hanfmarkt, mit deren Bau am 15. Mai 1913 begonnen wurde und die am 1. April 1914 in Betrieb ging.
Am 16. April 1914 wurde der Bau der eingleisigen Strecke nach Eppelheim Rathaus beschlossen, nachdem der Stadt Heidelberg am 9. August 1905 die Konzession hierfür erteilt worden war. Die Strecke Schlachthaus–Czernystraße wurde am 8. Juni 1914 für den Personenverkehr eröffnet und der Abschnitt von der Güteramtsstraße (heutiger Czernyring) zum neuen Güterbahnhof am 1. September 1914, wo bis zum 1. Juni 1915 Lazaretttransporte erfolgten. Ab dem 20. Januar 1919 wurden die Straßenbahn-Gleisanlagen im Güterbahnhof abgebaut. Mit dem Bau der eigentlichen Strecke wurde am 13. Juli begonnen. Nach Ausbruch des Ersten Weltkriegs wurde der Bau vorerst eingestellt, jedoch im November wieder aufgenommen, wodurch die Strecke trotz der schwierigen wirtschaftlichen Lage am 3./4. April 1919 eröffnet werden konnte.
Am 2. November 1914 trat ein „Kriegsfahrplan“ in Kraft.
Mit 16,7 Millionen Fahrgästen im Jahr 1919 hat die HSB in diesem Jahr mehr Fahrgäste befördert als in früheren Jahren. Im Jahr zuvor waren es lediglich 8,9 Millionen Fahrgäste.
Während der Hyperinflationszeit kam die HSB in solch starke wirtschaftliche Bedrängnis, dass sie den Betrieb vom 26. November 1923 bis zum 21. Januar 1924 vollständig einstellte. Nach und nach nahm die HSB daraufhin ihr Liniennetz wieder in Betrieb. Bis zum 13. April 1924 wurden die Gleisanlagen am Bismarckplatz umgebaut. Im Herbst 1925 wurde wieder der Stand vor dem Krieg erreicht.

### 1926–1945: Weiterer Netzausbau
In den Folgejahren konnten dank der besseren finanziellen Verhältnisse zwei weitere Strecken eröffnet werden:
- Am 17. März 1926 wurde die sehr umstrittene Linie nach Wieblingen eröffnet, die in direkter Konkurrenz zur OEG stand. Die OEG bot zwar an, die Strecke bis Wieblingen zu elektrifizieren und die HSB dort einen eigenen Linienverkehr betreiben zu lassen, bis die OEG selbst in der Lage sein würde, eine bessere Anbindung zu verwirklichen. Dies wurde jedoch auf Wunsch der Wieblinger von der Stadt abgelehnt und der Bau der neuen Strecke durch den Ortskern von Wieblingen am 15. September 1921[2] beschlossen. Am 10. August 1925 wurde die Baugenehmigung erteilt.[2]
- Am 8./9. April 1927 wurde die Überlandlinie von Eppelheim über Plankstadt nach Schwetzingen eröffnet, wo ein Anschluss an die Straßenbahn Schwetzingen–Ketsch bestand. Sie wurde bereits am 13. September 1912 vom badischen Staat und am 14. Mai 1914 vom Bürgerausschuss genehmigt,[2] am 8. November 1926 war Baubeginn.[2]

Die Stadtverwaltung legte in der Vereinbarung zur Eingemeindung Rohrbachs fest, dass sie für die Einführung des 7-Minuten-Verkehrs auf der elektrischen Straßenbahn nach Rohrbach einsetzen würde. Durch Einrichtung der Linie 9 am 17. März 1930 wurde dies erreicht, die Linie wurde jedoch schon am 1. Februar 1931 wieder eingestellt.
1928 wurde ein 6-Minuten-Takt bis kurz vor Mitternacht auf allen Stadtlinien eingeführt, auf der Hauptstraße ein 4-Minuten-Takt.
Seit 1929 wurden die beiden nebeneinander liegenden eingleisigen Strecken der HSB und OEG im Gemeinschaftsbetrieb als zweigleisige Strecke befahren, an den Eigentumsverhältnissen hat dies jedoch nichts verändert. Gleichzeitig entstand am Bismarckplatz eine großzügige Gleisanlage.
Am 1. Dezember 1929 wurde die Straßenbahnstrecke zum neuen Güterbahnhof wieder in Betrieb genommen, am 17. Juli 1930 jedoch schon wieder eingestellt.

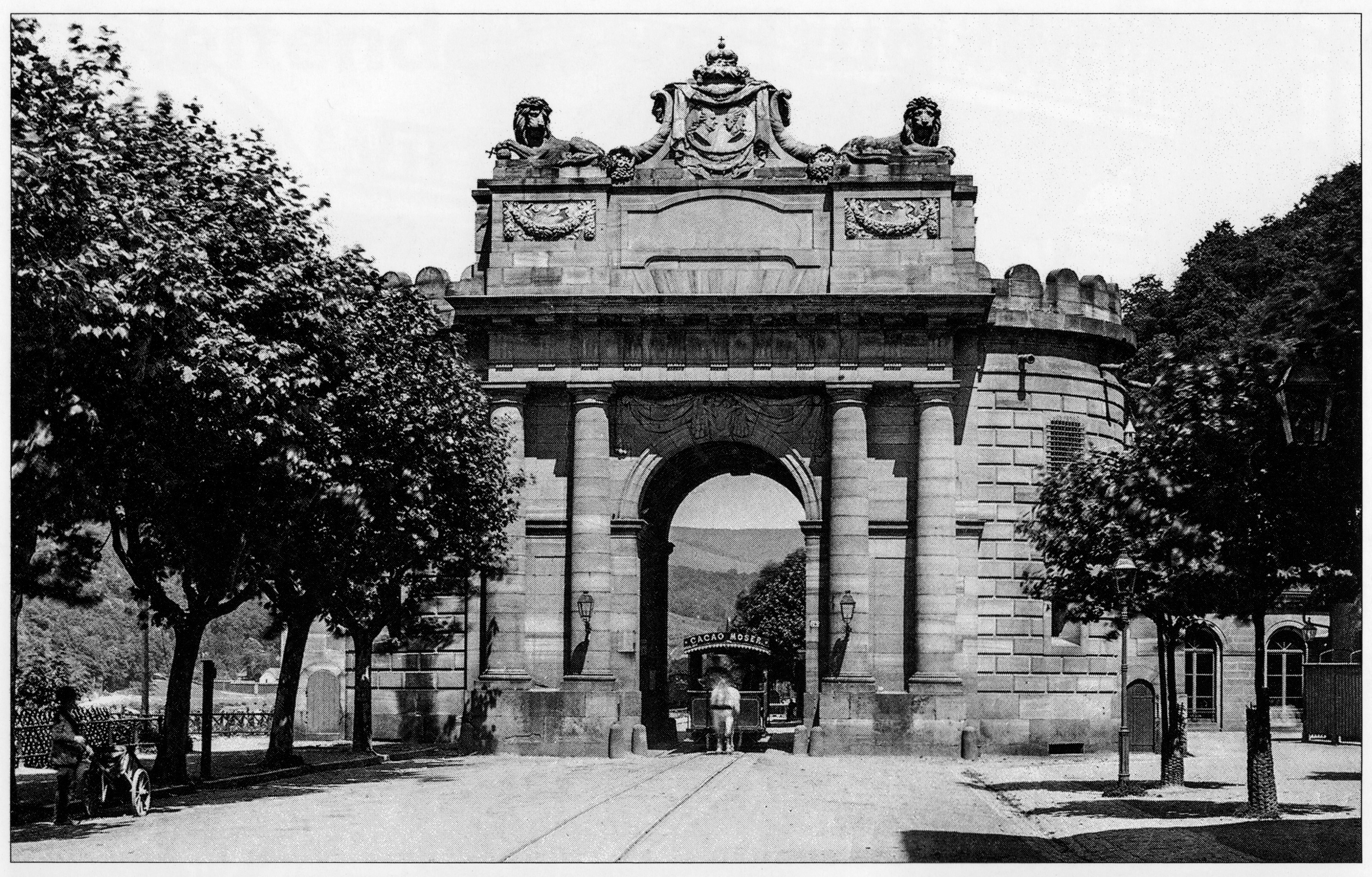
Heidelberger Pferde-Straßenbahn bei der Fahrt durch das Karlstor (Aufn. um 1895)

Die Neckargemünder Linie wurde 1933 über bestehende Strecken als „Neckartalbahn“ mit der Wieblinger Linie vereinigt. Ab dem 11. Dezember 1936 war die Strecke von Karlstor bis Schlierbach Bahnhof zweigleisig.
Als letzte Strecke vor dem Zweiten Weltkrieg wurde nach dem Baubeginn am 10. Februar 1939 die Strecke über die Hindenburgbrücke (heute Ernst-Walz-Brücke) zur einen Monat zuvor eröffneten Chirurgischen Klinik am 3. Juli 1939 eröffnet, die im Krieg für Verwundetentransporte genutzt wurde.
Im November 1939 wurde wegen des Baus der Bundesautobahn 656 die Straßenbahnstrecke nach Wieblingen in die Vangerowstraße verlegt, um den Knotenpunkt Mannheimer Straße / Bergheimer Straße / Bundesstraße 37 / Bundesautobahn 656 (seit 1998 als B 37) weniger zu belasten.
Vom 30. Januar bis zum 6. Oktober 1940 sowie vom 11. August 1941 bis zum 1. September 1948 wurde die Linie 3 wegen Personalmangels eingestellt, ebenso vom 27. Oktober 1943 bis zum 19. Januar 1944 sowie vom 9. Oktober 1944 bis  die Linie 1. Am 5. März 1944 wurde ein gekürzter Sonntagsfahrplan eingeführt.
Da die Stadt im Krieg weitgehend von Bombenangriffen verschont blieb, kam der Straßenbahnverkehr erst mit Sprengung der Neckarbrücken und dem Einmarsch der amerikanischen Truppen am 29. März 1945 ganz zum Erliegen.
Ab dem 19. Mai 1945 wurde der Betrieb von der Franz-Knauff-Straße nach Leimen wieder aufgenommen, ab dem 26. Mai fuhren auch wieder Züge nach Wieblingen und Plankstadt, ab dem folgenden Tag auch nach Schlierbach. Am 1. Juni folgten die Züge nach Kirchheim, am Tag darauf die von der Brückenstraße nach Handschuhsheim und am 10. September die Strecke nach Neckargemünd. Nachdem als Ersatz für die gesprengte Friedrichsbrücke der „Hölzerne Friedrich“ von Grün & Bilfinger als Ersatz gebaut wurde, konnten auch wieder Züge zwischen Bergheim und Neuenheim fahren. Ab 21. Dezember wurde dies auch von der OEG genutzt, die damit als erste Eisenbahn in der Region wieder den Neckar überquerte. Lediglich die Strecke zur Chirurgischen Klinik wurde erst am 23. Mai 1953 – zur Eröffnung der neuen Ernst-Walz-Brücke – wieder eröffnet. Für die Handschuhsheimer Strecke wurden vor der Sprengung der Brücke Wagen auf diese Neckarseite geschafft.

### 1945–1962: Nachkriegszeit
Am 3. September 1945 erwarb die Heidelberger Straßen- und Bergbahn-Gesellschaft die Straßenbahn Walldorf, mit der nie eine Gleisverbindung bestanden hat. Diese wurde am 1. August 1954 stillgelegt.
Anfang der 1940er Jahre wurde die Strecke nach Handschuhsheim am Grahampark unterbrochen, ab etwa 1946 führt sie um die Tiefburg herum.
Mit dem Bau des „Weststadtrings“ durch die Bahnhofs-, Römer- und Schillerstraße wurde 1947 begonnen. Er wurde in nördlicher Richtung am 28. August 1948 inbetriebgenommen, das zweite Gleis am 11. Juli 1949. Als Teil dieser Maßnahme wurde auch das zweite, straßenmittige, Gleis in der Rohrbacher Straße erbaut und am 1. November in Betrieb genommen. Am 1. April 1949 wurden die Stumpfgleise auf dem Bahnhofsvorplatz durch eine Wendeschleife ersetzt.
Am 1. November 1953 wurde zur Sicherung des eingleisigen Abschnitts in der Hauptstraße zwischen Karlsplatz und Neckarhelle eine Signalanlage in Betrieb genommen.
Eine größere Veränderung brachte die Verlegung des Hauptbahnhofs. Obwohl es schon sehr früh entsprechende Pläne gab, begannen die Bauarbeiten erst 1908, kriegsbedingt gab es jedoch immer wieder Verzögerungen und Planänderungen, so dass der neue Bahnhof erst am 5. Mai 1955 durch Theodor Heuss eröffnet werden konnte. Im Bereich des alten Bahnhofes befindet sich heute die Kurfürsten-Anlage.
Den Straßenbahnanschluss an den Neuen Bahnhof stellt die am 8. Mai 1955 eröffnete Strecke durch die Karl-Metz-Straße mit der am 3. Dezember im Betrieb genommenen Haltestelle vor dem Nordausgang und die ab dem 11. März 1956 erbaute und am 1. Juli 1956 eröffnete Strecke vom Adenauerplatz durch die damals noch im Bau befindliche Neue Straße, die heutige Kurfürsten-Anlage, her.
1956 übernahm die HSB das Gelände des alten Schlachthofs, der an die Kreuzung Czernyring/Speyerer Straße in der Nähe des neuen Güterbahnhofs umzog und dort einen Gleisanschluss erhielt, als neuen Betriebshof.

Aktie über 100 DM der Heidelberger Straßen- und Bergbahn AG vom November 1960

Versuchsweise wurde ab 6. Oktober 1958 ein sechsachsiger Gelenkwagen der Bochum-Gelsenkirchener Straßenbahn (BOGESTRA) eingesetzt.
Als letzte Neubaustrecke vor der Stilllegungswelle in den folgenden Jahren wurde 1959 die rund 400 Meter lange Strecke von der Chirurgischen Klinik (heute Jahnstraße) zum Bunsen-Gymnasium fertiggestellt. Zuvor wurde zum 25. April 1955 – gut eine Woche vor Eröffnung der umliegenden Straße – die Haltestelle Chirurgische Klinik auf die andere Seite der Kreuzung verlegt.
Am 12. März 1960 verlegte man die Endstellen der Linien nach Kirchheim, Leimen und Wiesloch von der alten Endstelle in der Bahnhofstraße zur neu angelegten Wendeschleife am Seegarten (heute Adenauerplatz). Auf längere Sicht sollte dies der neue zentrale Umsteigepunkt im Straßenbahnnetz werden, da sich die Situation auf dem Bismarckplatz als unbefriedigend darstellte. Die nötigen Abzweige wurden zwar mit angelegt, aber nie mit der Strecke in der Kurfürsten-Anlage und einer neu zu bauenden Strecke durch die Sofienstraße verbunden.
Ebenfalls im Jahr 1960 wurde der Betriebshof so umgebaut, dass die Zufahrt statt über die Bergheimer Straße über die Karl-Metz-Straße erfolgt. Am 31. Dezember 1961 wurde die Wagenhalle in Wiesloch aufgegeben.

### 1962–1982: Zeit des Netzrückbaus
Der ab Mitte der 1950er Jahre stark ansteigende Autoverkehr stellte auch die HSB vor Probleme. Zum einen waren einige der Strecken sehr eng und unfallträchtig, aber auch die Fahrgastzahlen gingen nun zurück. Als erste Strecke wurde zum 27. Mai 1962 die Neckartalbahn vom Karlstor über Schlierbach nach Neckargemünd stillgelegt und durch Omnibusse ersetzt. 1966 wurde die Strecke nach Wieblingen stillgelegt.
Am 30. Juni 1963 wurde der Gemeinschaftsverkehr mit der OEG erweitert: Die Strecke vom Abzweig an der Handschuhsheimer Steubenstraße bis zur Stadtgrenze zu Dossenheim wurde zweigleisig ausgebaut und zusätzlich von der Linie 6 der HSB befahren.
Die Wartungshalle samt Waschanlage am östlichen Rand des Betriebshofs wurde am 10. März 1965 in Betrieb genommen.
Am 2. Januar 1966 wurde begonnen, den schaffnerlosen Betrieb einzuführen.
Die Schleife am Bismarckplatz wurde am 13. August 1966 außer Betrieb genommen. Stattdessen wurde eine Verbindung vom Seegarten aus in die Bergheimer Straße (nur in dieser Richtung) geschaffen; Die Linien 10 und 11 hielten fortan südwestlich des Bismarckplatzes am Hansa-Haus in der Rohrbacher Straße. Am 31. Mai 1968 wurde die Schleife um das Karlstor durch zwei Stumpfgleise ersetzt.
Zum Fahrplanwechsel im Dezember 1968 wurde die Haltestelle „Römerkreis Ost“ in „Stadtbücherei“ umbenannt.
Nach einer Fahrpreiserhöhung am 15. Juni 1969 kam es zu einer Rote-Punkt-Aktion samt Demonstrationen und Gleisblockaden. Nachdem auch eine Ankündigung von hartem Durchgreifen des Oberbürgermeisters und eine zweitägige Betriebseinstellung die Proteste nicht beendeten wurde die Fahrpreiserhöhung am 21. Juni wieder zurückgenommen. Am 12. Juni 1971 kam es erneut zu einer Demonstration gegen Fahrpreiserhöhungen mit etwa 3000 Teilnehmern.
1970 wurde im neuen vom Ulmer Professor Karl-Heinz Schaechterle erstellten Generalverkehrsplan vorgeschlagen, das Straßenbahnnetz auf ein Rumpfnetz zu reduzieren. Hierbei sollte nur noch die Strecke Handschuhsheim–Leimen und ein Abzweig über Hauptbahnhof nach Eppelheim übrig bleiben. Auch die am stärksten frequentierte Strecke durch die Hauptstraße zum Karlstor wurde hierbei in Frage gestellt.
1971 musste von der Stadt Heidelberg ein hartes Notprogramm durchgesetzt werden, da die HSB in eine existenzbedrohende Finanzkrise geriet. Am 1. September trat ein stark ausgedünnter Fahrplan in Kraft. Hierbei wurde auch die Strecke zur Tiefburg in Handschuhsheim ersatzlos stillgelegt. Gleichzeitig mit diesen Einschränkungen trat eine Tariferhöhung in Kraft. Gegen diese Maßnahmen fanden vom 1. bis zum 4. September Demonstrationen statt, die zu einer teilweisen Blockade des öffentlichen Verkehrs führten. Am 5. Dezember wurde der Fahrplan abermals geändert und einige der Verschlechterungen im Früh- und Spätverkehr etwas abgemildert.
In den nächsten Jahren wurden folgende Strecken stillgelegt:
- 1. Oktober 1972[4] Rohrbach Markt – Kirchheim
- 17. Juni 1973[4] Leimen – Wiesloch
- 6. Januar 1974 Eppelheim Rathaus – Schwetzingen

Bei den beiden letzten Strecken war auch, neben der finanziellen Situation der HSB, das Auslaufen der Konzessionen für diese Strecken maßgeblich. Zuerst wurde auch die Strecke vom Seegarten nach Leimen aufgegeben, was jedoch zu Protesten von Fahrgästen und Geschäftsleuten an der Strecke führte. Die Wendeschleife und Haltestelle Seegarten wurde ebenfalls am 17. Juni 1973 außer Betrieb genommen. Am 1. Dezember 1974 wurde die Linie 2 wieder um die 390 m lange Strecke zum Kirchheimer Weg verlängert.
Seit 1974 existiert ein Gemeinschaftstarif der OEG und HSB im Stadtgebiet von Heidelberg. 1975 wurde die Holdinggesellschaft Heidelberger Versorgungs- und Verkehrsbetriebe GmbH (HVV) gegründet, deren hauptsächliche Tochtergesellschaften die Stadtwerke Heidelberg AG und die HSB sind.
Am 7. Januar 1975 wurde der Betriebshof in Leimen aufgegeben, da er durch Stilllegung der Strecken nach Wiesloch und Kirchheim entbehrlich geworden war.

Vom 19. bis zum 29. Juni 1975 kam es erneut zu Demonstrationen, nachdem Fahrpreiserhöhungen um 25 % angekündigt worden waren. Hierbei kam es unter anderem zu Gleisblockaden und hunderten Verletzten durch Wasserwerfer- und Reizgaseinsätze.

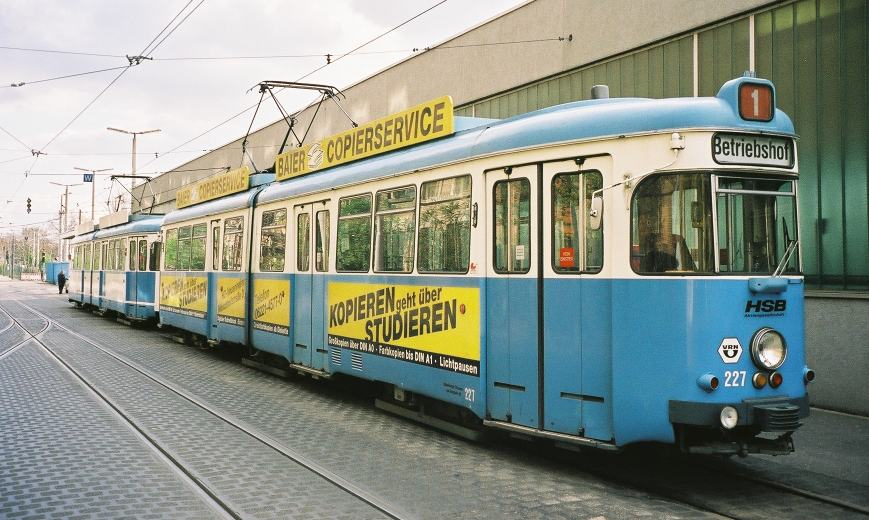
Straßenbahnwagen der Bauart GT6Z der HSB neben dem Betriebshof

Am 4. Juni 1976 wurde die aufkommenstärkste Straßenbahnstrecke vom Bismarckplatz über die Hauptstraße zum Karlstor stillgelegt. Damit folgte man den Vorstellungen von Professor Schaechterle, die Hauptstraße in eine Fußgängerzone ohne Straßenbahn umzuwandeln. Man plante zwar noch, die Straßenbahn durch ein unterirdisch verlaufendes Verkehrsmittel (unter anderem eine Magnetschwebebahn) zu ersetzen, dazu kam es jedoch nie. Stattdessen wurden Buslinien eingerichtet, die die Altstadt umfahren, aber den Hauptast Hauptstraße nicht bedienen.
Von April bis 24. Juni 1978 wurden die Gleisanlagen am Bismarckplatz umgebaut, am 29. Juli das Umsetzgleis nördlich der Haltestellenanlage in Betrieb genommen. Am 21. April 1979 wurde die neue Haltestelle Rohrbach Süd eröffnet. Am 20. Juli 1981 wurde die Linie 3 in Leimen wieder auf dem noch bestehenden Gleis bis zum Friedhof verlängert.

### 1982–1995: Erste Streckenneubauten nach dem Krieg
1982 wurde in den Aufsichtsräten der HVV und der HSB über die Beibehaltung der Straßenbahn abgestimmt. Die Abstimmungen gingen jeweils zu Gunsten der Straßenbahn aus. Auch der Gemeinderat erkannte, dass die Straßenbahn in Heidelberg ein unverzichtbarer Bestandteil des Nahverkehrs in der Stadt ist.
Am 7. August 1982 fand eine Probefahrt mit dem HSB-Wagen 80 nach Mannheim und Weinheim statt.
1983 wurde im Betriebshof Bergheim östlich der Straßenbahnabstellhalle eine Buswerkstatt erbaut.
Am 23. August 1984 kam es im Betriebshof zu einem Großbrand. Dabei wurden drei sechsachsige und ein achtachsiger Gelenkwagen zerstört, von denen jedoch nur der achtachsige Wagen 204 wiederaufgebaut wurde. Bis zur Neulieferung von nunmehr acht M8C-Straßenbahnwagen – vor dem Brand war die Beschaffung von nur vier Fahrzeugen geplant – stand keine ausreichende Fahrzeugreserve zur Verfügung, so dass einzelne Fahrten im Schienenersatzverkehr mit Bussen gefahren werden mussten. Außerdem waren Teile einer erst kürzlich erneuerten Werkstatthalle und des Archivs betroffen. Die Karl-Metz-Straße wurde im selben Jahr für Kraftfahrzeugverkehr mit Ausnahme von Anliegerverkehr gesperrt.
Im Juli 1986 wurden die Gleise an der Tiefburg entfernt.
Ab Februar 1987 bis 30. Oktober 1988 wurde die Berliner Straße umgebaut und dabei die dortige Straßenbahnstrecke vom Bunsen-Gymnasium bis zur Haltestelle Blumenthalstraße West (heute Technologiepark) verlängert. Außerdem wurde die seit 15. April 1985 neugebaute Czernybrücke am 29. Juni 1988 für den Verkehr freigegeben. Damit war die letzte eingleisige Strecke im Heidelberger Stadtgebiet Geschichte. Der Brückenschlag gelang jedoch erst im zweiten Anlauf, da bei der zuerst eingeschobenen Brückenkonstruktion am 26. November 1985 ein 400 t schwerer Stahlträger einknickte, sich auf die Oberleitung der darunter befindlichen Eisenbahnanlagen legte und daher wieder abgerissen werden musste. Der Neubau kostete 28,5 Millionen Deutsche Mark.
1989 wurde schließlich der Verkehrsverbund Rhein-Neckar (VRN) gegründet. Seitdem gilt auf allen Linien im Rhein-Neckar-Raum ein gemeinsamer Tarif. Als Vorstufe gab es bis dahin einen Gemeinschaftstarif für Zeitkarten.
1993 änderte die OEG ihren Linienweg über Hauptbahnhof und Kurfürsten-Anlage zum Bismarckplatz. Hierzu wurde auch eine neue Strecke gebaut, die aus Richtung Wieblingen kurz vor dem ehemaligen OEG-Güterbahnhof – der zur gleichen Zeit teilweise abgerissen wurde – beginnt, unter der Czernybrücke hindurchführt und am Hauptbahnhof die bestehende Straßenbahnstrecke erreicht. Die Planungen für diese Streckenverlegung hatten bereits 1983 begonnen.

### 1995–2015

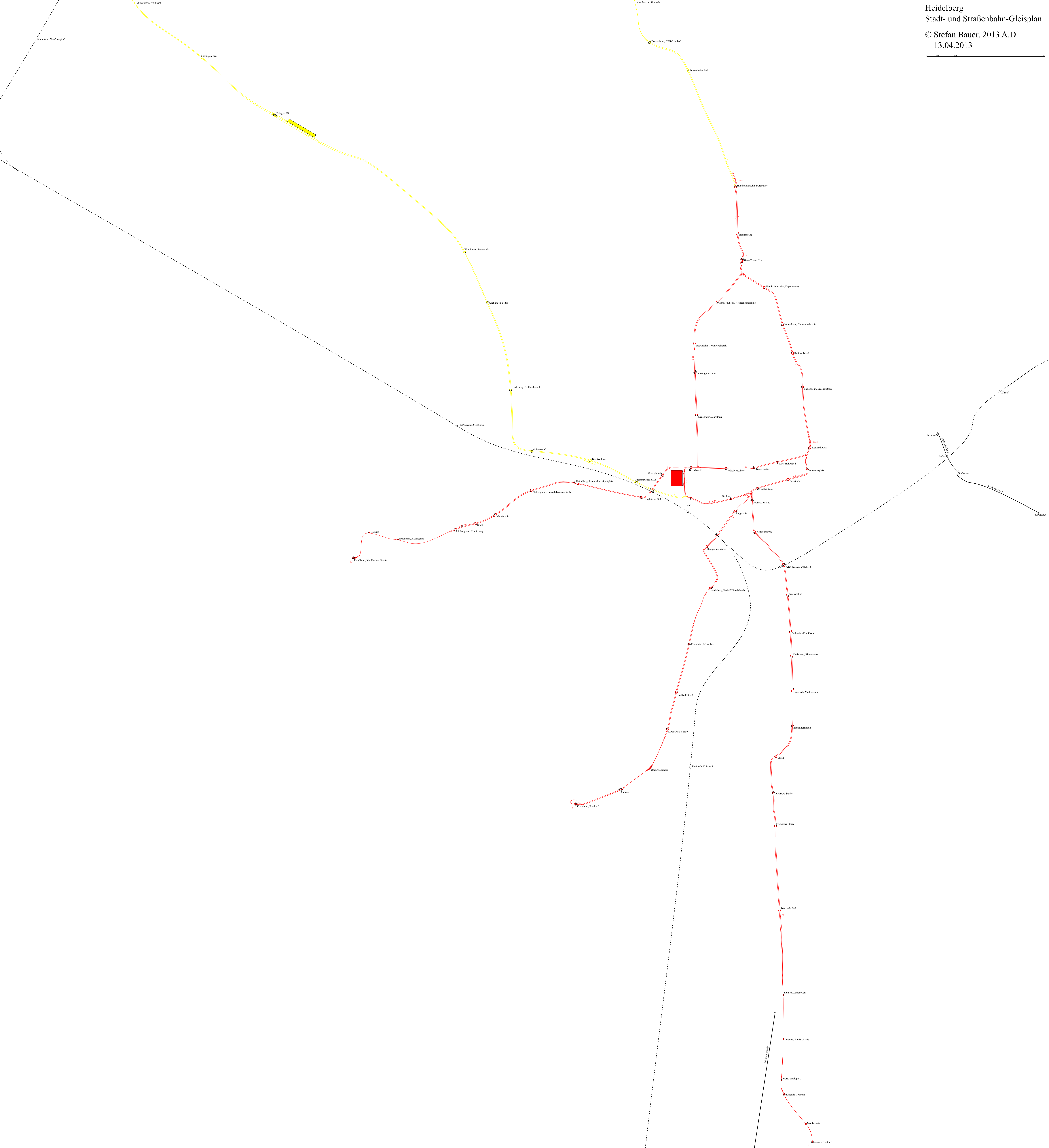
Gleisplan 2013

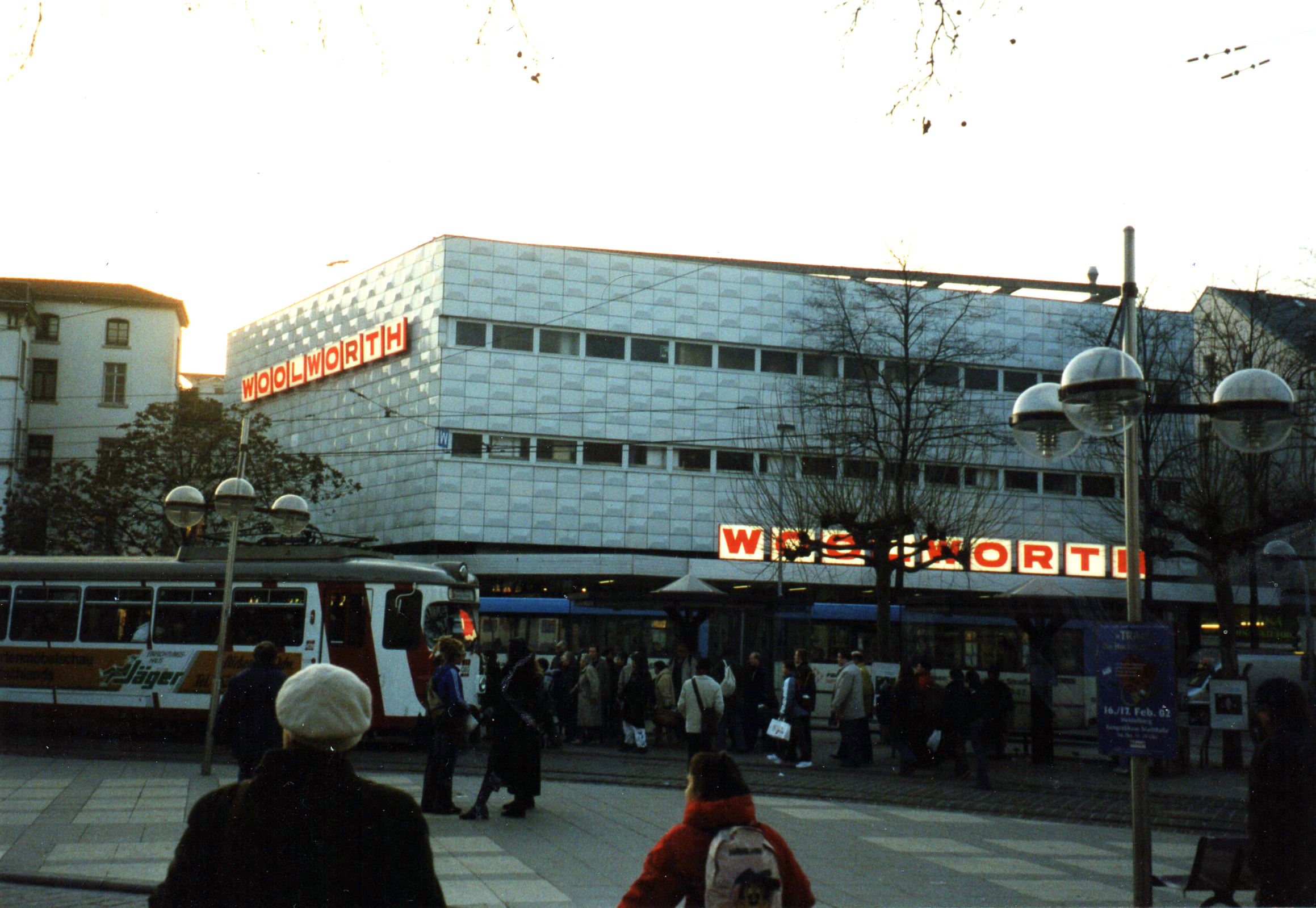
Straßenbahn am Bismarckplatz, 2002

Am 1. November 1995 wurde das seit Oktober 1994 gebaute letzte Stück der Straßenbahnstrecke durch die Berliner Straße bis zum OEG-Bahnhof Handschuhsheim eröffnet. Nach einem guten Vierteljahrhundert war dieser Lückenschluss nun endlich geschafft.
Am 30. Mai 1999 wurden die Haltestellen Mönchhofplatz und Ladenburger Straße zur Haltestelle Schröderstraße zusammengefasst.
Ende 2002 wurde die der OEG-Bahnhof Handschuhsheim (heute Haltestelle Hans-Thoma-Platz) um ein Stumpfgleis erweitert, sodass hier die vom Technologiepark verlängerte Linie 21 starten und enden kann. Seitdem besteht auch in der Berliner Straße ein durchgehender Fünf-Minuten-Takt.
Von 2. April 2002 bis 16. November 2002 sowie von 29. August 2005 bis 31. August 2007 wurde die östliche Strecke durch Neuenheim erneuert, wobei die Linie 5 über die Bergheimer Straße und Berliner Straße umgeleitet wurde und aus Richtung Bergstraße am Bismarckplatz wendete. Die Linie 21 entfiel während der Bauarbeiten.
Der Gemeinderat beschloss im August 1996 die Planung einer Straßenbahnstrecke durch die Schwetzinger Straße nach Kirchheim. 2005 hatte die damalige Oberbürgermeisterin Beate Weber eine Neubaustrecke nach Kirchheim (Friedhof) in Auftrag gegeben, diese wurde kurz vor ihrem Amtsende und noch vor der endgültigen Fertigstellung am 9. Dezember 2006 in Betrieb genommen. Seit dem 10. Dezember 2006 befährt die neue Linie 26 diese Strecke. Ursprünglich war auch eine Anbindung Sandhausens und Walldorfs an diese Linie geplant, mit einem Ringschluss über Nußloch und Leimen und eine Verbindung an die derzeitige Linie 23. Zeitgleich mit der Vergabe der Linien 720, 721 und 722 an das Busunternehmen Werner, die seit dem 9. Dezember 2007 die Gemeinden in Heidelbergs Süden anbinden, wurde eine Verlängerung der Straßenbahngleise der Linie 26 über Sandhausen nach Walldorf durch den Sandhäuser Gemeinderat abgelehnt. Als Begründung wurden die für die Gemeinde unkalkulierbaren Kosten genannt.
Seit dem 9. Dezember 2007 sind auch Sandhausen und Walldorf am Wochenende stündlich an den Moonliner angebunden.
Am 16. und 17. Januar 2015 wurde die Stromversorgung des Heidelberger Netzes umgepolt und damit den übrigen Strecken der RNV angeglichen.
Direkter Anschluss der Bergstraße von Schriesheim ins Neuenheimer Feld: Am 26. November 2014 stimmte der Schriesheimer Gemeinderat den Plänen zu. Diese Verlängerung der Linie 24 über eine Strecke der OEG zu Stoßzeiten im 20-Minuten-Takt ist am 13. Dezember 2015 in Betrieb gegangen.

### Ab 2015
Als „Mobilitätsnetz Heidelberg“ waren mehrere Neu- und Umbauprojekte im Straßenbahnnetz geplant, von denen die meisten umgesetzt wurden:
- Ausbau Kurfürsten-Anlage Ost: Darin enthalten war die Erneuerung der Strecke zwischen Römerkreis und Adenauerplatz mit Zusammenlegung der Haltestellen Adenauerplatz und Poststraße zur neuen Haltestelle Seegarten. Die neue ÖV-Trasse kann von Bussen in beiden Richtungen auf der gesamten Länge befahren werden. Die Maßnahme wurde 2015 umgesetzt.
- Erschließung des Neuenheimer Feldes (Universität): die Strecke hätte auf kurzen Abschnitten ohne Oberleitung gebaut werden sollen, um Messungen der Universitätsinstitute nicht zu beeinflussen; dazu war der Einsatz der bereits hierfür beschafften „Supercap“-Straßenbahnen geplant, die Ladung in Goldcap-Kondensatoren speichern können. Am 23. Juni 2014 übergab das Regierungspräsidium Karlsruhe den Planfeststellungsbeschluss für die Straßenbahnerschließung des Neuenheimer Feldes an die Stadt Heidelberg.[11] Am 11. Mai 2016 wurde der Planfeststellungsbeschluss vom Verwaltungsgerichtshof Baden-Württemberg für ungültig erklärt.
- Neubau Bismarckplatz – Universitätsplatz: Die Maßnahme konnte im Rahmen des Mobilitätsnetzes nicht umgesetzt werden.
- Wiederaufbau Leimen – Nußloch – Wiesloch (Verlängerung der Linie 23): Diese Strecke wurde nicht in das Mobilitätsnetz aufgenommen, da der erwartete Nutzen im Verhältnis zu den Kosten nicht ausreichend war.
- Neubau Bahnstadt: Im ersten Bauabschnitt wurde die Linie 22 von der Eppelheimer Straße in die „Grüne Meile“ im neuen Stadtteil Bahnstadt verlegt. Im zweiten Bauabschnitt wurde im Süden des Hauptbahnhofs eine Verbindung zwischen der Strecke nach Eppelheim und der Strecke nach Kirchheim gebaut. Mit dem Bau der Straßenbahn in der Bahnstadt wurde im Jahr 2016 begonnen.[12] Beide Bauabschnitte sollen gleichzeitig ausgeführt werden. Die neue Strecke ging am 18. Dezember 2018 in den Regelbetrieb.[13]
- Umbau der Gleise am Hauptbahnhof: Die Haltestelle an der Nordseite des Hauptbahnhofes wurde seit Mai 2018 viergleisig ausgebaut, völlig neu gestaltet und am 10. September 2019 eröffnet.[14] Die Vorarbeiten am Hauptbahnhof haben Mai 2018 begonnen. Mit den Hauptarbeiten wurde zum Anfang der Sommerferien 2018 begonnen und die viergleisige Haltestelle wurde im September 2019 in Betrieb genommen.
- Umbau der Strecke Henkel-Teroson-Straße – Kranichweg (Linie 22) mit barrierefreien Umbau der Haltestellen im Pfaffengrund und Neubau der Brücke nach Eppelheim und Verlängerung der zweigleisigen Strecke in Eppelheim. Diese Baumaßnahme wurde parallel zum Neubau der Bahnstadtstrecke durchgeführt.

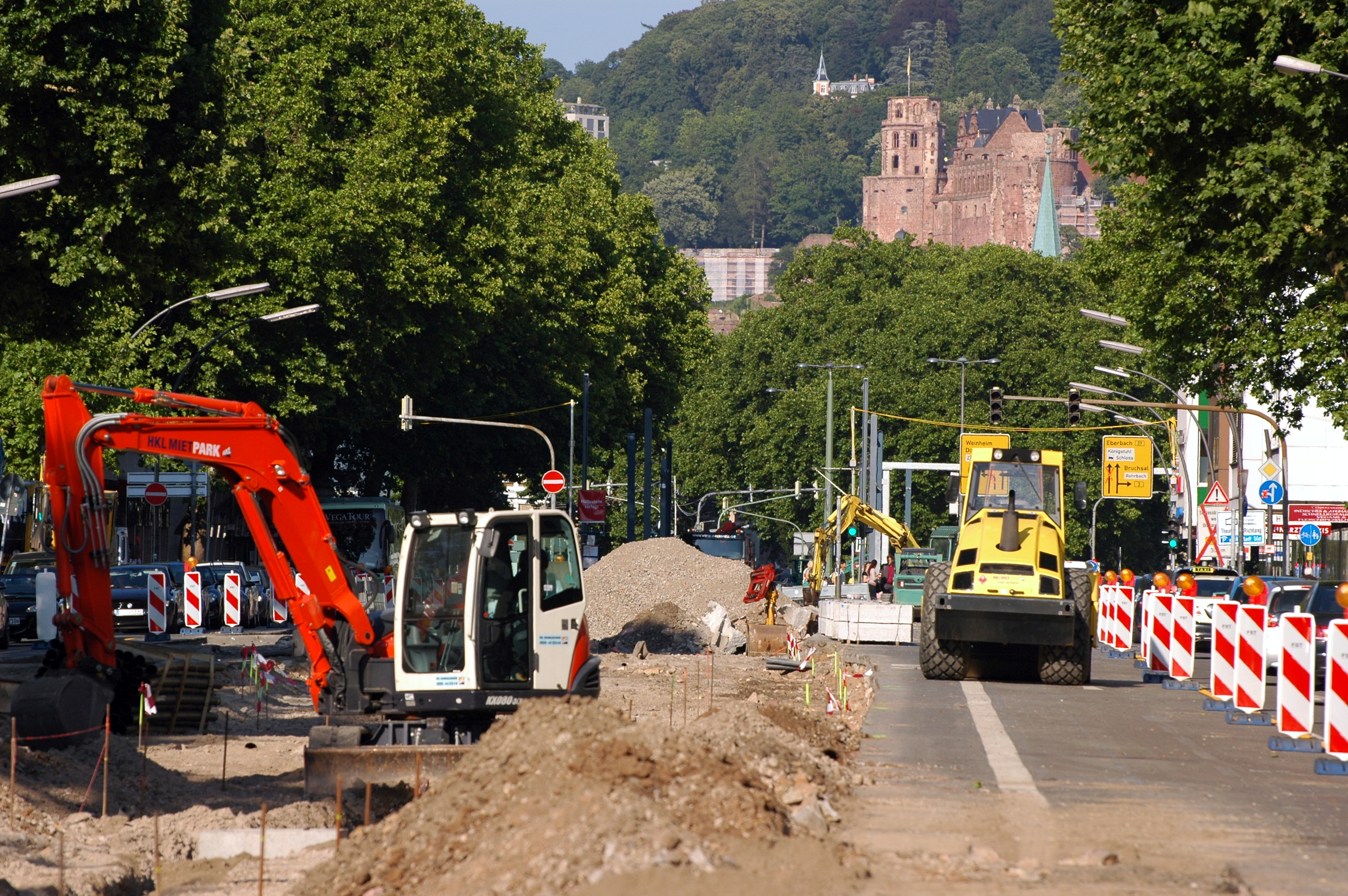
Umbau der Kurfürsten-Anlage Ost (Juli 2015)
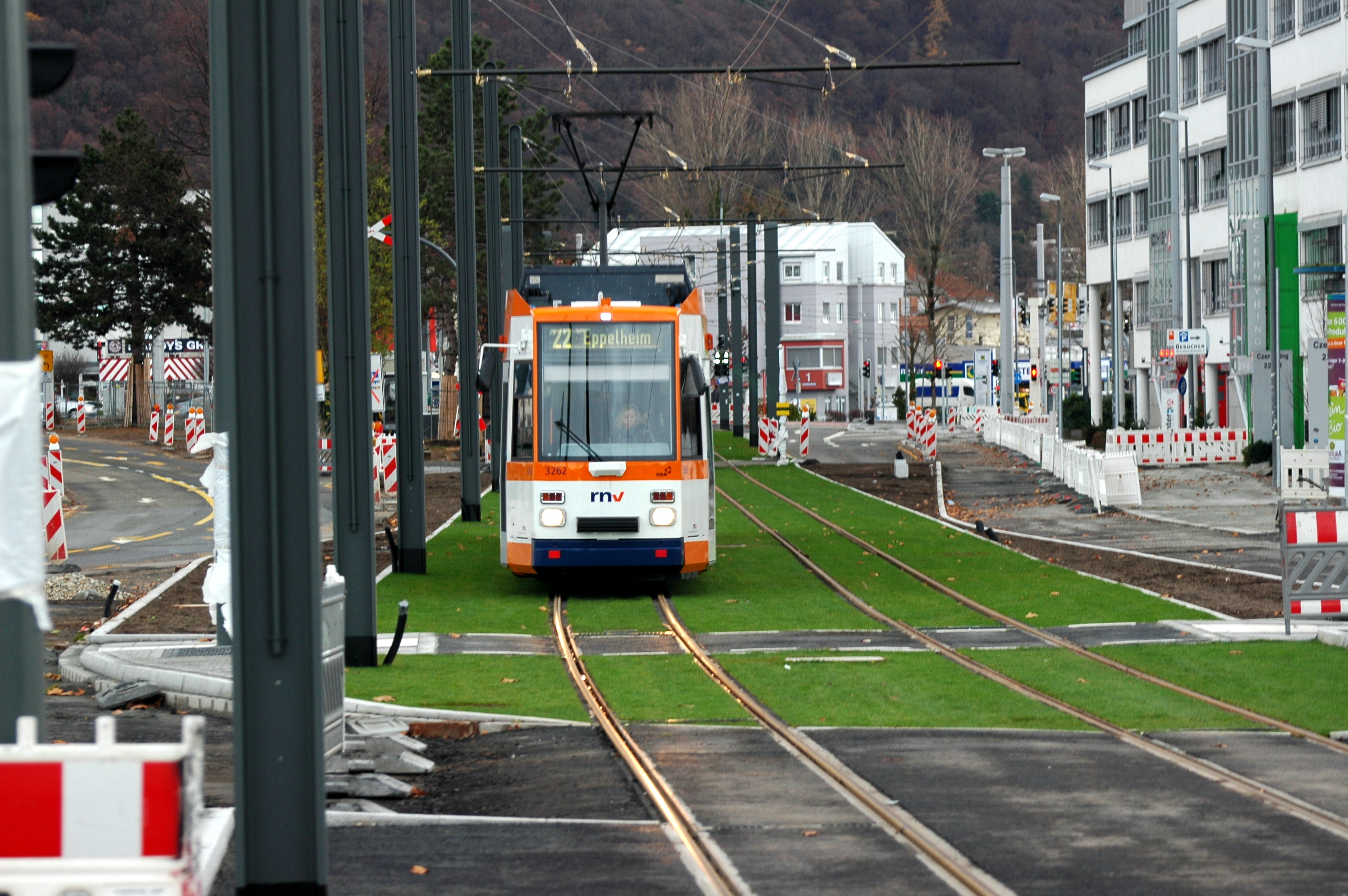
Fahrt am Tag des Fahrplanwechsels nach Umbau des Czernyrings, 9. Dezember 2018
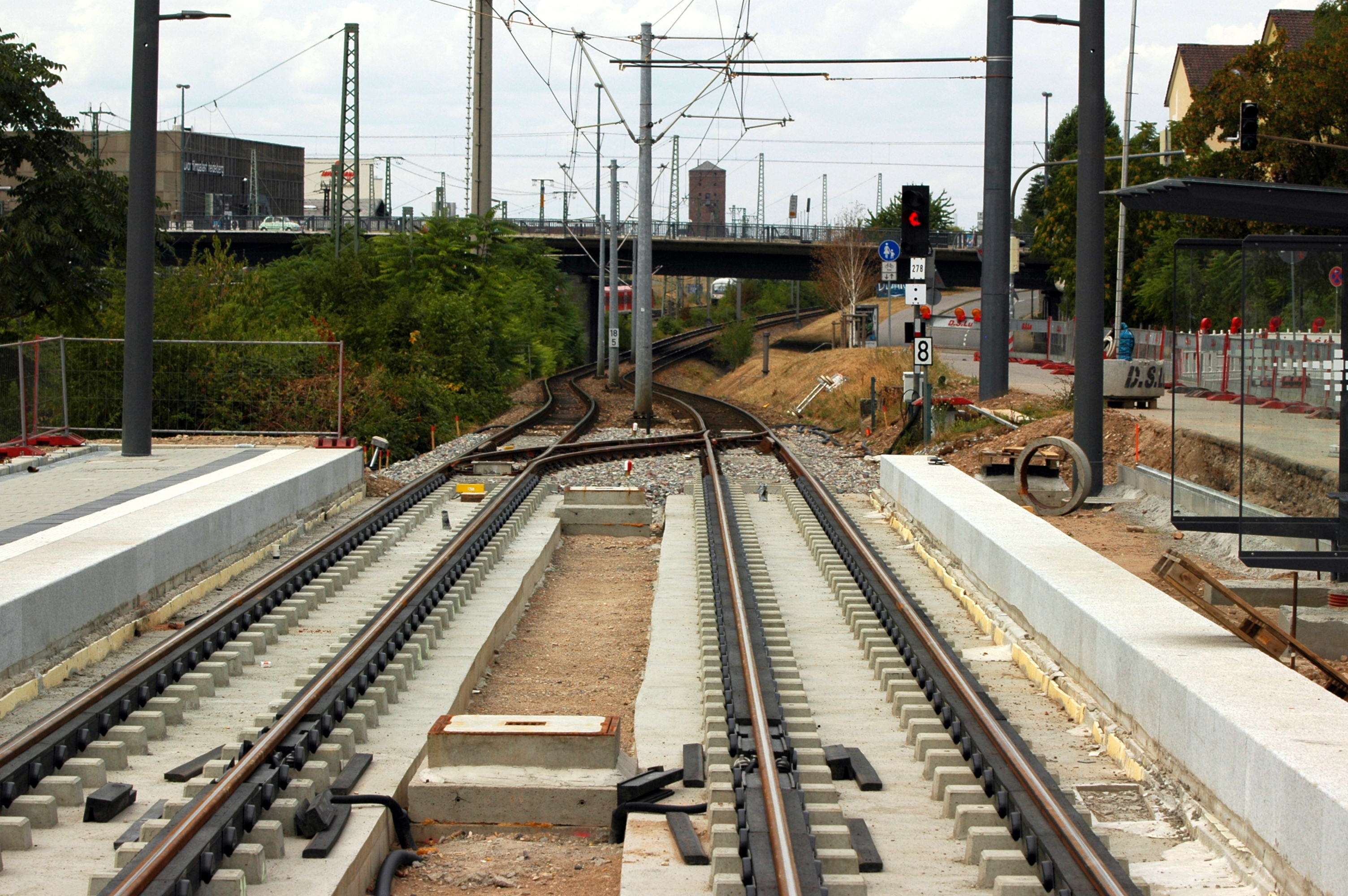
Umbau am Hauptbahnhof
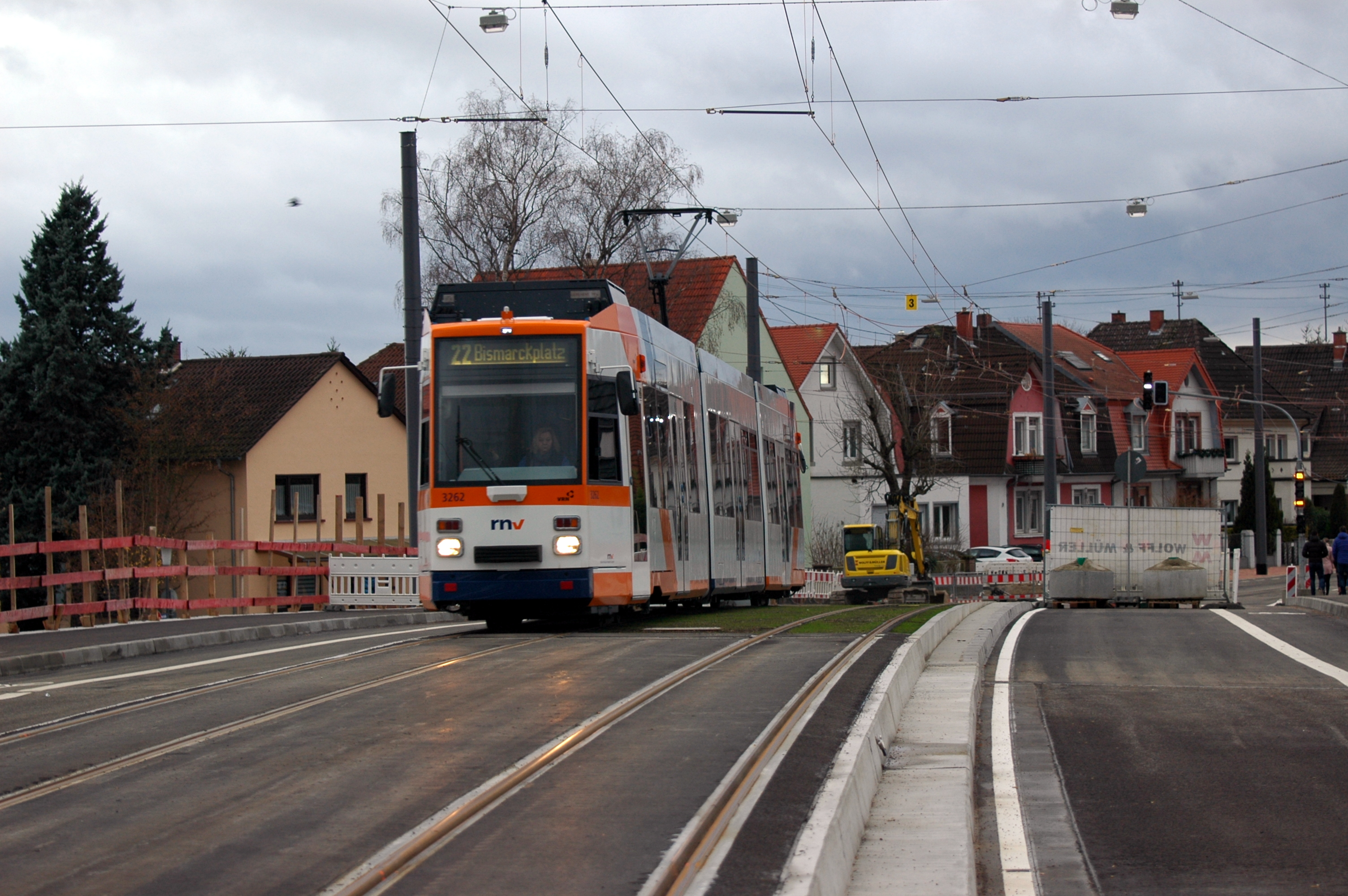
Straßenbahn auf der neuen Brücke über die Autobahn A5 zwischen Eppelheim und Heidelberg

Die Planungen und das Planfeststellungsverfahren für die Strecke durch das Neuenheimer Feld waren abgeschlossen. Allerdings war hier ein Rechtsstreit zwischen der Stadt Heidelberg und der Universität anhängig. Am 11. Mai 2016 entschied der Verwaltungsgerichtshof Baden-Württemberg der Planfeststellungsbeschluss, der die Trasse auf den Weg bringen sollte, sei mangelhaft. Damit wurden die Pläne für ungültig erklärt. Im Falle der Altstadt-Straßenbahn hat sich der Gemeinderat der Stadt Heidelberg bisher nicht über eine Trassenführung einigen können. Erst nach einem entsprechenden Gemeinderatsbeschluss könnte dann die Bauplanung aufgenommen werden.
Am 17. Dezember 2017 wurde der erste Bauabschnitt der Projekte Bahnstadt und Pfaffengrund mit der Inbetriebnahme des Streckenabschnitts Gadamerplatz – Eppelheimer Terrasse – Henkel-Teroson-Straße – Kranichweg/Stotz abgeschlossen.
Die Straßenbahnstrecke in Leimen wurde zwischen 2019 und Februar 2022 saniert, nachdem der Abschnitt Moltkestraße–Leimen Friedhof im Sommer 2019 wegen Fahrwegschäden gesperrt werden musste. Die Arbeiten wurden zwischen den Haltestellen Kurpfalz-Centrum bzw. Georgi-Marktplatz und Leimen Friedhof durchgeführt.
Seit März 2024 wird in Heidelberg-Handschuhsheim die Dossenheimer Landstraße saniert. Der Abschnitt zwischen den Haltestellen Hans-Thoma-Platz und Burgstraße ist bis zum Ende der Bauarbeiten (voraussichtlich 2026) nur eingleisig befahrbar, zudem gilt ein Baustellenfahrplan.

### Fahrzeuge

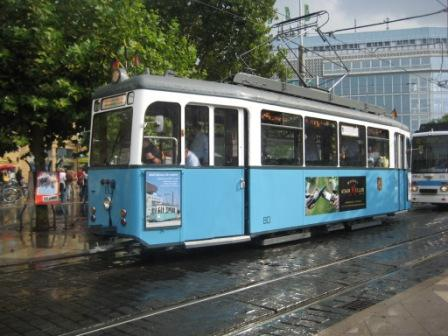
Letzter funktionsfähiger Triebwagen vom Verbandstyp II (Triebwagen 80, gebaut 1956 bei der Heidelberger Waggonfabrik Fuchs) am Bismarckplatz in Heidelberg

Zur Eröffnung im Jahr 1902 übernahm man von der Straßenbahn Mannheim drei Wagen, welche 1901 durch die Fahrzeugwerkstätten Falkenried gebaut worden waren. Die erste durch die ortsansässige Waggonfabrik Fuchs gebaute Serie, welche sich von den Mannheimer Wagen vor allem durch die Fenstereinteilung unterschied (Mannheim hatte die Fensterfolge kurz – lang – lang – kurz, Heidelberg vier gleich große Fenster) wurde 1902 bestellt. Fuchs blieb dann auch bis 1958 alleiniger Lieferant der HSB. Wie andere Städte in Westdeutschland auch, begann auch die HSB ihre Fahrzeugflotte nach dem Zweiten Weltkrieg zu modernisieren. Da Heidelberg im Zweiten Weltkrieg kaum Ziel von Fliegerangriffen wurde, sind die Heidelberger Aufbauwagen, anders als in vielen westdeutschen Städten, nicht auf Fahrgestellen kriegszerstörter Zweiachser entstanden, sondern reine Neubauten. Ihnen folgten ab 1956 die Verbandswagen, welche als Beiwagen und Triebwagen geliefert wurden. Beide Fahrzeugtypen stellten eine Weiterentwicklung des Kriegsstraßenbahnwagens dar.
Ab 1960 wurden die ersten Gelenkwagen bei Düwag in Düsseldorf bestellt. Es handelte sich um 13 Einrichtungswagen des Einheitstyps Gt6, welche die Betriebsnummern 201 bis 213 bekamen. Als Besonderheit erhielten die Wagen 209 bis 213 für die Überlandstrecke nach Schwetzingen auch auf der linken Seite Türen. 1968 wurden die drei ersten Wagen nach Mannheim, 1971 und 1974 der Rest an die Straßenbahn Mainz verkauft. Dort wurden die linksseitigen Türen verschlossen, nach der Ablösung in Mainz und Mannheim wurden die Fahrzeuge nach Gotha (201 und 203), an die Straßenbahn Zagreb (202) sowie nach Elbing in Polen (alle übrigen außer 205) verkauft. Der Wagen 205 gelangte nach Schwerte in ein Straßenbahnmuseum, nach dessen Auflösung wurde der Wagen an die Straßenbahn Arad in Rumänien verkauft.
Da Heidelberg wenig Endschleifen aufwies, wurden 1964 zunächst drei Zweirichtungswagen des Typs Gt6Z gekauft (214–217). 1966 folgten acht weitere Gelenkwagen dieser Bauart mit den Nummern 218–225, 1968 eine weitere Serie von vier Fahrzeugen (226–229). Die bis heute größte Einzelbestellung Heidelbergs von 15 Fahrzeugen wurde im Hinblick auf erwartete Streckenstilllegungen und die Abschaffung der Wendeschleifen notwendig. Ab 1973 setzten die Wagen 230–244 die letzten Einrichtungswagen frei. Sie unterschieden sich in einigen Details von den Vorgängerserien. So waren diese beispielsweise nicht mehr auf Beiwagenbetrieb ausgelegt und hatten Federspeicherbremsen. Für die stark belastete Linie 3 von Handschuhsheim nach Leimen wurden 1975 schließlich vier achtachsige Gelenktriebwagen Gt8Z beschafft. Es waren die letzten Zweirichtungswagen der Düwag-Einheitsbauart.
Nach einem Brand im Betriebshof 1984 und dem Totalverlust von drei Sechsachsern (216, 224 und 242) und der starken Beschädigung des Achtachsers 204 herrschte empfindlicher Wagenmangel. Die geplante Beschaffung von vier Stadtbahnwagen des Typs M8C wurde auf acht Stück erweitert, die ab 1985 mit den Wagennummern 251–258 geliefert wurden

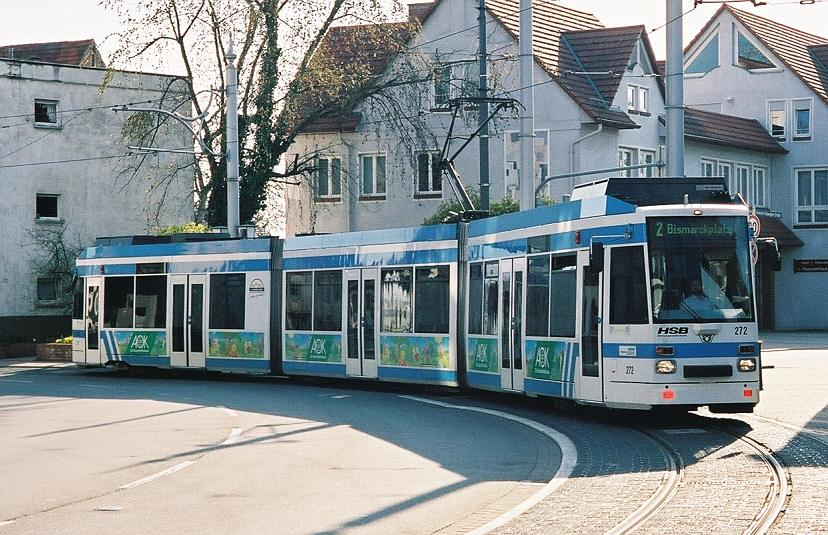
MGT6D-Niederflurwagen in Eppelheim

Ab 1995 stieg auch die HSB auf Niederflurfahrzeuge um, es wurden zwölf Fahrzeuge des Typs MGT6D (261–272) beschafft. Im Gegensatz zu den gleichartigen Fahrzeugen in anderen Städten haben diese eine dem M-Wagen nachempfundene Wagenfront und beidseitig Fahrgasttüren im Front- und Heckbereich.
2002 wurden die ersten Fahrzeuge vom Typ Variobahn von Bombardier in achtachsiger Ausführung geliefert, die für den Zweirichtungsbetrieb ausgelegt sind. Sie tragen die Wagennummern 273–280. Das jüngste Kontingent, die Wagen 3281–3288, wurde 2009 geliefert. Diese acht neuen Fahrzeugen sind mit Energiespeichern vom Typ MITRAC Energy Saver ausgerüstet, was auch Fahrten ohne Oberleitung ermöglicht. Dies sollte für die geplante Neubaustrecke durch das Neuenheimer Feld besondere Bedeutung erhalten, da zum Schutz empfindlicher Messinstrumente der Universität ein Teil der Strecke ohne Fahrdraht auskommen sollte.

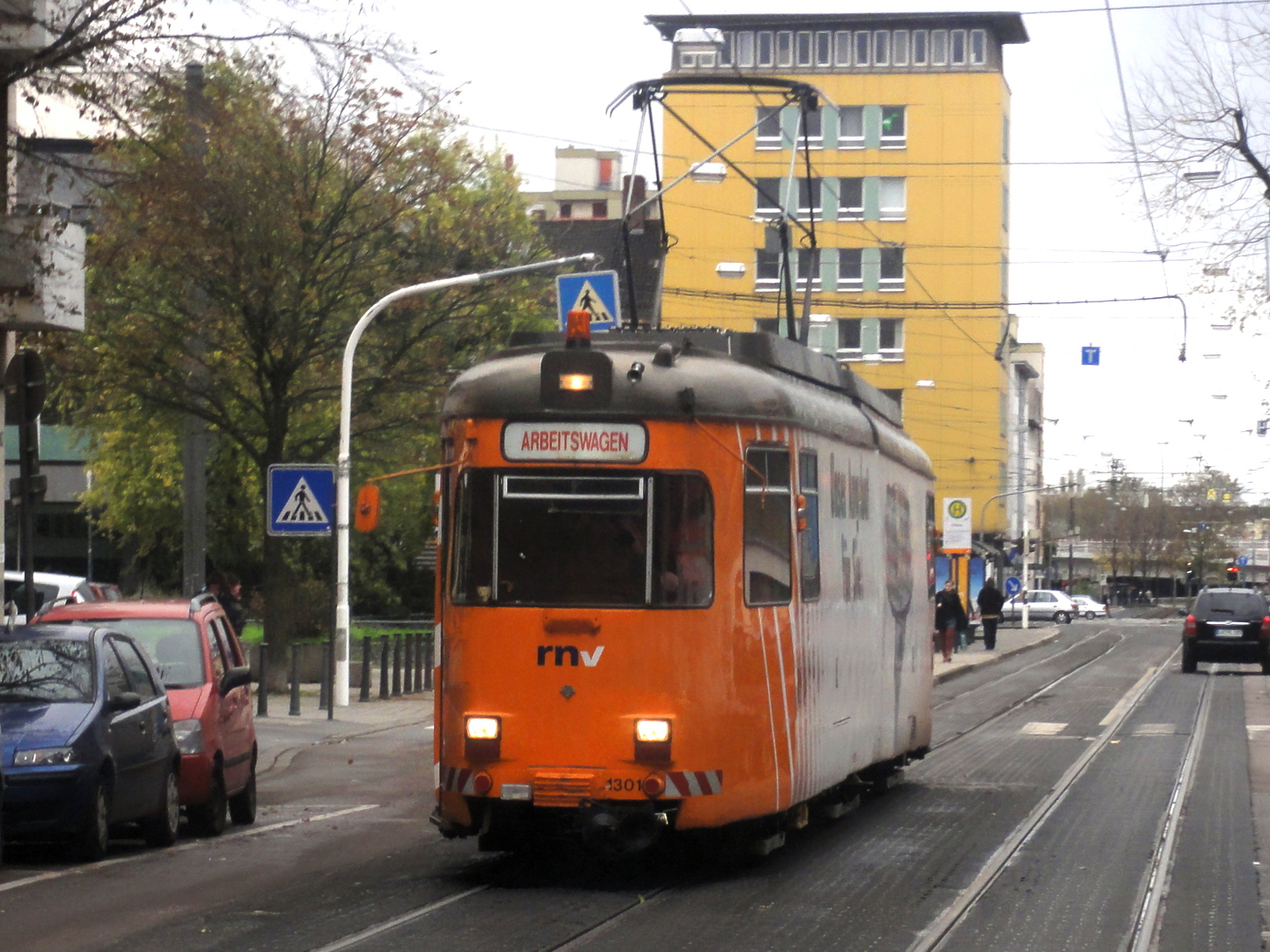
RNV-Arbeitswagen 1301 in Ludwigshafen, nahe der Haltestelle Pfalzbau, aus einer entgegenkommenden Straßenbahn.

Die konventionellen Sechsachser blieben noch verhältnismäßig lange im Dienst. Nach der Lieferung der MGT6D wurden lediglich die Wagen 214, 215 und 217 zu Schleifwagen umgebaut, der erstgenannte blieb – nun mit der Nummer 200 – in Heidelberg, die beiden übrigen gingen nach Mannheim, wo sie die Betriebsnummern 1301 und 1302 erhielten. Erst schrittweise trennte man sich von den Sechsachsern der zweiten und dritten Serie. Wagen 221 ging als Partywagen nach Jena, der 223 wurde nach einem schweren Auffahrunfall verschrottet.
Die 14 verbliebenen GT6 des Baujahres 1973 wurden im neuen Jahrtausend zu sieben festen Zugverbänden vereinigt um den gestiegenen Fahrgastzahlen Rechnung zu tragen. Sie wurden bis zur Ablieferung der neuen Variobahnen auf der Linie 3 eingesetzt. Auf dieser stark belasteten Linie war ein Betrieb mit den M8C den Fahrgastzahlen nicht mehr angemessen.  Die letzten dieser Doppeltraktionen schieden im Jahr 2010 aus dem Betriebsbestand aus. Vierzehn Sechsachser der zweiten bis vierten Bauserie gingen zur Straßenbahn Schöneiche bei Berlin, wo Anfang 2019 noch vier Wagen im Linienverkehr und einer als Arbeitswagen in Dienst standen. Der Rest diente als Ersatzteilspender oder war nach Unfällen oder Fristablauf abgängig.
Mit Inbetriebnahme der Doppeltraktionen wechselten die M8C auf die Linie 4, auf der bisher nur Solo-GT6 und im Einzelfall Achtachser liefen. Auch die Linie 1 – welche die wichtige Verbindung Bismarckplatz–Hauptbahnhof herstellte – konnte nun mit Achtachsern bedient werden.
Ab Oktober 2007 befanden sich drei achtachsige Gelenktriebwagen der OEG (meist Nummer 82, 85 und 87) leihweise in Heidelberg, sie wurden auf der Linie 21 eingesetzt. Allerdings eigneten sie sich für diesen Einsatz nur bedingt, da ein schnelles Aus- und Einsteigen aufgrund der Bauweise mit nur drei Zustiegstüren zur Hauptverkehrszeit zu Verzögerungen führte. Es handelte sich hierbei um eine Übergangslösung, die inzwischen beendet ist. Stattdessen werden heute regelmäßig RNV6 der OEG auf allen Linien, d. h. 21, 22, 23, 24 und 26, eingesetzt.
Die acht M8C wurden bis 2013 mit einem niederflurigen Mittelteil ausgestattet. Seit dem Rückzug der beiden Achtachser 202 und 204 aus dem Linienverkehr 2018 sind nicht barrierefreie Hochflurfahrzeuge nur noch in den Spitzenzeiten auf der Linie 5 im Einsatz.
Mit der fortschreitenden Inbetriebnahme der Rhein-Neckar-Tram 2020 wurden 2024 sechs MGT6D an die Straßenbahn Schöneiche bei Berlin verkauft, nachdem die sechs anderen Fahrzeuge abgestellt und ausgeschlachtet worden waren.
Derzeit werden die verschiedenen Typen wie folgt eingesetzt:
- 21: RNV6, RNV8, V6
- 22: MGT6D, M8C-NF, RNV6, RNV8
- 23: MGT6D, RNV6, RNV8
- 24: MGT6D, RNV6, RNV8
- 25: RNV6, RNV8, V6
- 26: MGT6D, M8C-NF, RNV6, RNV8

### Museumsfahrzeuge
2004 wurde in Heidelberg der Verein Historische Straßenbahn Heidelberg e. V. mit dem Schwerpunkt der Erhaltung historischer Straßenbahnfahrzeuge gegründet. Der Verein ist mittlerweile in der Interessengemeinschaft Nahverkehr Rhein-Neckar e. V. aufgegangen. Zu ihrem Bestand gehören der Triebwagen 44 (Baujahr 1925), der Beiwagen 153 (Baujahr 1928), der Triebwagen 80 (Baujahr 1956) und der Achtachser 204 (Baujahr 1975).

### Linienchronik

#### Liniennetz ab 1913
Im Jahr 1913 wurden erstmals Liniennummern eingeführt.
1Handschuhsheim – Bismarckplatz – Schlachthof (heutiger Betriebshof)
2Hauptbahnhof – Bismarckplatz – Karlstor
3Hauptbahnhof – Bergfriedhof
4Karlstor – Schlierbach
5(ab 1914) Karlstor – Neckargemünd
6Hauptbahnhof – Rohrbach – Kirchheim
7Hauptbahnhof – Rohrbach – Leimen
8Hauptbahnhof – Rohrbach – Leimen – Wiesloch
9(ab 1919) Hauptbahnhof – Rohrbach
10(ab 1919) Schlachthof – Eppelheim
11(ab 1927) Schlachthof – Eppelheim – Schwetzingen
12(ab 1926) Schlachthof – Wieblingen

#### Liniennetz ab 1929
1Hauptbahnhof – Bismarckplatz – Karlstor
2Handschuhsheim – Bismarckplatz – Schlachthof – Güterbahnhof
3Hauptbahnhof – Bergfriedhof
4Karlstor – Schlierbach
5Karlstor –  Neckargemünd
6Hauptbahnhof – Rohrbach – Kirchheim
7Hauptbahnhof – Rohrbach – Leimen
8Hauptbahnhof – Rohrbach – Leimen – Wiesloch
9Hauptbahnhof – Rohrbach
10Bismarckstraße – (über OEG-Gleise) – Schlachthof – Eppelheim
11Bismarckstraße – (über OEG-Gleise) – Schlachthof – Eppelheim – Schwetzingen
12Bismarckstraße – (über OEG-Gleise) – Schlachthof – Wieblingen
Im Jahr 1929 wurde die Wendeschleife am Bismarckplatz eröffnet. Die Bedienung der Strecke zum Güterbahnhof wurde bereits 1930 wieder eingestellt. 1939 wurde die Linie 2A zur Chirurgischen Klinik eröffnet. Am 1. Oktober 1945 wurde die Linie 10 eingestellt.

#### Liniennetz ab 1946
1Hauptbahnhof – Karlstor – Schlierbach
2Tiefburg – Bismarckplatz – Schlachthof
5
Wieblingen – Bergheimer Straße – Bismarckplatz  UND
Schlierbach – Neckargemünd
6Hauptbahnhof – Rohrbach – Kirchheim
8Hauptbahnhof – Rohrbach – Leimen – Wiesloch
11Bismarckplatz – Eppelheim – Schwetzingen
Im Jahr 1948 wurden in der Weststadt weitere Streckenabschnitte eröffnet. Die Linien 6 und 8 fuhren den dortigen Ring Bahnhofstraße–Römerstraße–Schillerstraße–Rohrbacher Straße in Sonnendrehrichtung, die Linie 3 umgekehrt. 1952 wurde die Strecke zur Chirurgischen Klinik wiedereröffnet und mit der Linie 1A bedient.

#### Liniennetz ab 1956

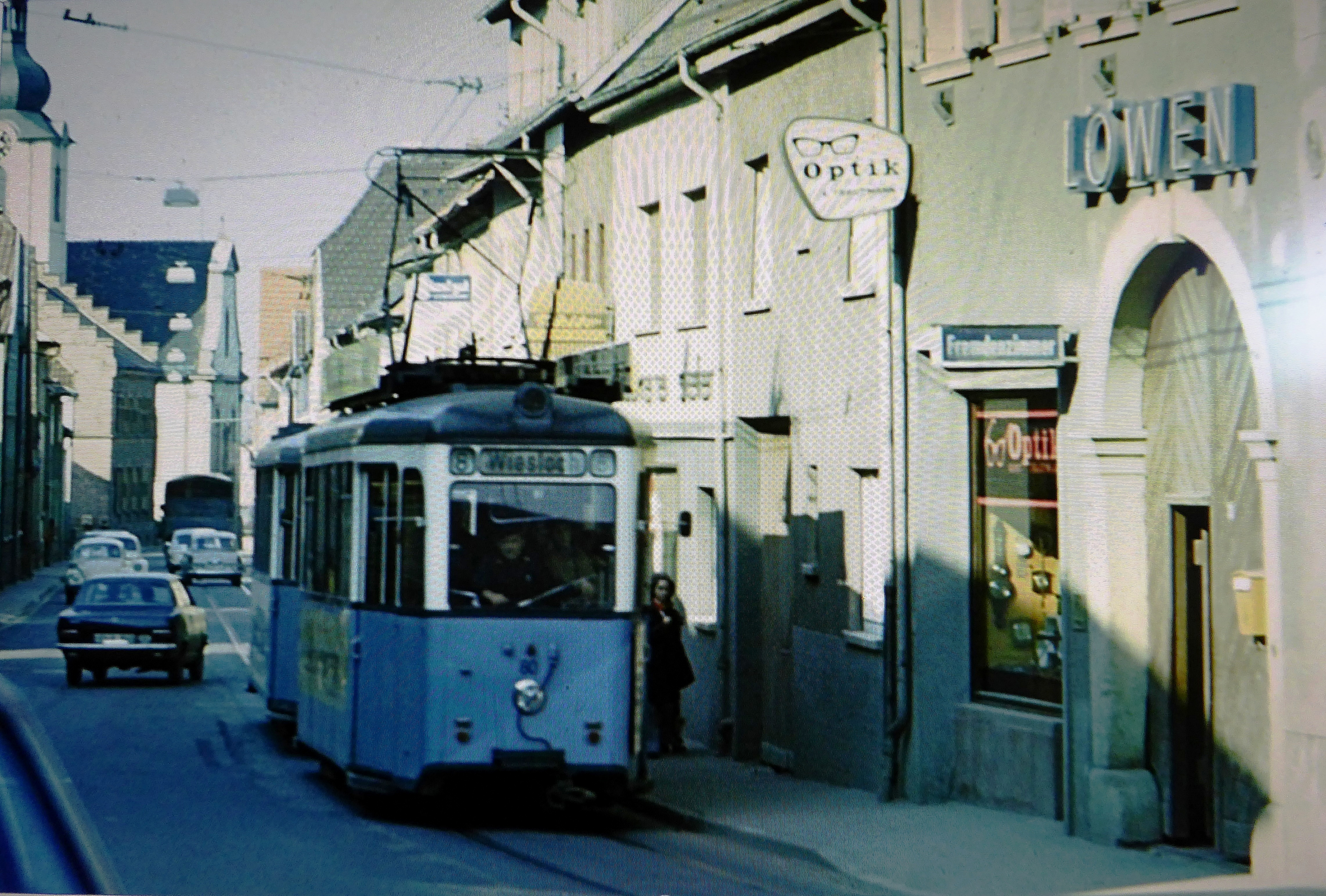
Zug der Heidelberger Straßenbahnlinie 8 in Nußloch, um 1960

Im Jahr 1956 wurde die Strecke durch die Kurfürsten-Anlage zur Anbindung des neuen Hauptbahnhofs eröffnet.
1Karlstor – Bismarckplatz – Chirurgische Klinik (ab 1959 bis Bunsengymnasium)
2Tiefburg – Bismarckplatz – Bergheimer Straße – Hauptbahnhof (weiter als 2K)
2KKarlstor – Bismarckplatz – Neue Straße (heutige Kurfürstenanlage) – Hauptbahnhof (weiter als 2)
3Tiefburg – Bismarckplatz – Neue Straße – Bergfriedhof
4Wieblingen – Bergheimer Straße – Bismarckplatz – Karlstor – Schlierbach
5Neckargemünd – Schlierbach – Karlstor – Bismarckplatz – Bergheimer Straße – Hauptbahnhof – Seegarten – Bismarckplatz – Karlstor – Schlierbach – Neckargemünd
6Bahnhofstraße – Rohrbacher Straße – Rohrbach – Kirchheim
7Bahnhofstraße – Rohrbacher Straße – Rohrbach – Leimen
8Bahnhofstraße – Rohrbacher Straße – Rohrbach – Leimen – Nußloch – Wiesloch
9Rohrbach Ortenauer Straße – Christuskirche – Hauptbahnhof – Chirurgische Klinik (ab 1959 bis Bunsengymnasium)
10Bismarckstraße – Bergheimer Straße – Pfaffengrund – Eppelheim
11Bismarckstraße – Bergheimer Straße – Pfaffengrund – Eppelheim – Plankstadt – Schwetzingen
12(ab 1959) Bismarckstraße – Bergheimer Straße – Wieblingen
Dies war mit 45,2 km Länge der größte Zustand des Heidelberger Straßenbahnnetzes. Im Jahr 1960 wurde die Endstelle in der Bahnhofstraße durch eine Schleife am Seegarten/Adenauerplatz ersetzt.

#### Liniennetz ab 1963
Die Änderungen bei den Linien 2K, 4 und 5 wurden schon mit Stilllegung der Strecke nach Schlierbach im Jahr 1962 wirksam.
1Karlstor – Bismarckplatz – Bunsengymnasium
2Tiefburg – Bismarckplatz – Bergheimer Straße – Hauptbahnhof (weiter als 5)
4(bis 1966) Wieblingen – Bergheimer Straße – Bismarckplatz – Karlstor
5Karlstor – Bismarckplatz – Neue Straße – Hauptbahnhof (weiter als 2)
6Handschuhsheim Nord – Bismarckplatz – Christuskirche – Rohrbach – Kirchheim
7Seegarten – Rohrbacher Straße – Rohrbach – Leimen
8Seegarten – Rohrbacher Straße – Rohrbach – Leimen – Nußloch – Wiesloch
9Rohrbach Ortenauer Straße – Christuskirche – Hauptbahnhof – Bunsengymnasium
10Bismarckstraße – Bergheimer Straße – Pfaffengrund – Eppelheim
11Bismarckstraße – Bergheimer Straße – Pfaffengrund – Eppelheim – Plankstadt – Schwetzingen

#### Liniennetz ab 1967
1Karlstor – Bismarckplatz – Bunsengymnasium
2(bis 1971) Tiefburg – Bismarckplatz – Kurfürstenanlage – Hauptbahnhof – Bergheimer Straße – Bismarckplatz – Tiefburg
5Karlstor – Bismarckplatz – Bergheimer Straße – Hauptbahnhof – Kurfürstenanlage – Bismarckplatz – Karlstor
6Handschuhsheim Nord – Bismarckplatz – Christuskirche – Rohrbach – Kirchheim (ab November 1972 nur bis Rohrbach Ortenauer Straße; ab Juli 1973 nach Leimen)
7(bis Juli 1973) Seegarten – Rohrbacher Straße – Rohrbach – Leimen
8(bis Juni 1973) Seegarten – Rohrbacher Straße – Rohrbach – Leimen – Nußloch – Wiesloch
9Rohrbach Ortenauer Straße – Christuskirche – Hauptbahnhof – Bunsengymnasium
10Seegarten – Bergheimer Straße (zurück über Hauptbahnhof) – Pfaffengrund
11Seegarten – Bergheimer Straße (zurück über Hauptbahnhof) – Pfaffengrund – Eppelheim – Plankstadt – Schwetzingen

#### Liniennetz ab Januar 1974
1Karlstor – Bismarckplatz – Hauptbahnhof – Bunsengymnasium
2Karlstor – Bismarckplatz – Bergheimer Straße – Pfaffengrund – Eppelheim
3Handschuhsheim Nord – Bismarckplatz – Christuskirche – Rohrbach – Leimen
4Rohrbach Ortenauer Straße – Christuskirche – Hauptbahnhof – Bunsengymnasium

#### Liniennetz ab Juli 1976
1Handschuhsheim Nord – Bismarckplatz – Hauptbahnhof – Bunsengymnasium (ab 1988 bis Blumenthalstraße West/Technologiepark)
2Bismarckplatz – Bergheimer Straße – Pfaffengrund – Eppelheim (von Ende 1976 bis 1978 wurde die Strecke Adenauerplatz – Bergheimer Straße – Pfaffengrund – Eppelheim – zurück über Hauptbahnhof – befahren)
3Handschuhsheim Nord – Bismarckplatz – Christuskirche – Rohrbach – Leimen
4(ab 1980 ab Rohrbach Süd) Rohrbach Ortenauer Straße – Christuskirche – Hauptbahnhof – Bunsengymnasium (ab 1988 bis Blumenthalstraße West/Technologiepark)

#### Liniennetz von 1995 bis 2006
1Bismarckplatz – Hauptbahnhof – Blumenthalstraße West/Technologiepark (ab 2002 bis Handschuhsheim OEG/Hans-Thoma-Platz)
2Bismarckplatz – Bergheimer Straße – Pfaffengrund – Eppelheim
3Handschuhsheim Nord – Bismarckplatz – Christuskirche – Rohrbach – Leimen
4Handschuhsheim Nord – Hauptbahnhof – Christuskirche – Rohrbach Süd
5ROEG-Rundfahrt: Weinheim – Handschuhsheim – Bismarckplatz – Kurfürstenanlage (ohne Halt am Adenauerplatz) – Hauptbahnhof – Edingen – Mannheim

#### Liniennetz ab Dezember 2006

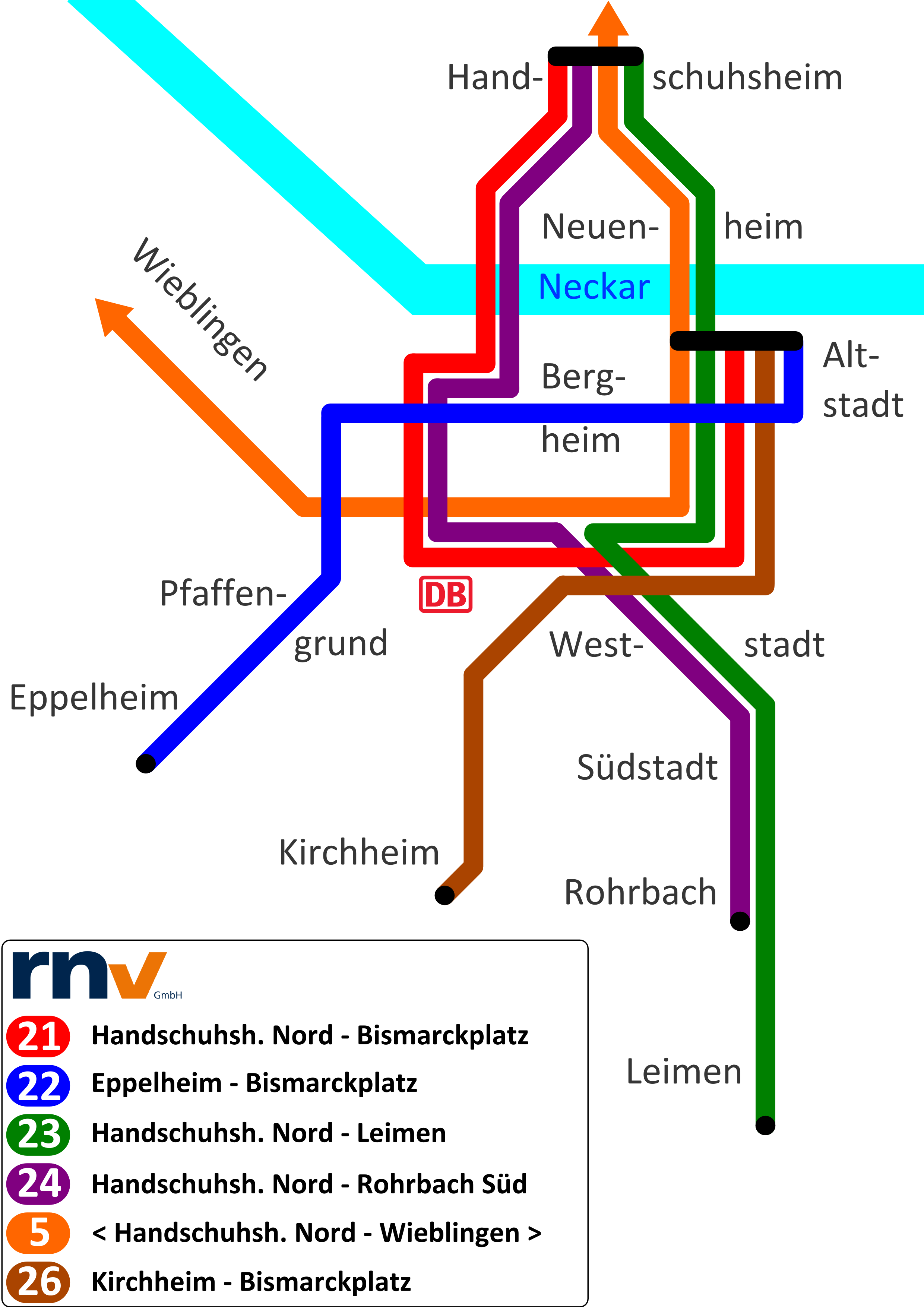

Liniennetzplan ab September 2019

5Rundfahrt: Weinheim – Handschuhsheim – Bismarckplatz – Seegarten – Hauptbahnhof – Edingen – Mannheim – Viernheim – Weinheim
9
(seit Juni 2016) Bismarckplatz – Hauptbahnhof – Edingen – Mannheim Hauptbahnhof – Ludwigshafen – Maxdorf – Bad Dürkheim (RNV-Express, sonn- und feiertags in den Sommermonaten)
21
Bismarckplatz – Hauptbahnhof – Handschuhsheim OEG/Hans-Thoma-Platz
22Bismarckplatz – Bergheimer Straße – Pfaffengrund – Eppelheim
23Handschuhsheim Nord – Bismarckplatz – Christuskirche – Rohrbach – Leimen
24(seit 2015 in der HVZ Schriesheim – Dossenheim –) Handschuhsheim Nord – Hauptbahnhof – Christuskirche – Rohrbach Süd
26Bismarckplatz – Montpellierbrücke – Kirchheim

#### Liniennetz 2019

Netzplan Stand September 2023, im Zuge von Umleitungen wird die Linie 21 allerdings nicht bedient

Zum Umbau der Haltestelle Hauptbahnhof ist diese längere Zeit gesperrt, wodurch es zu Änderungen im Liniennetz kam. Zunächst wurde lediglich ab dem 26. Juli die Linie 5 über die Berliner Straße umgeleitet, die Linie 21 durch die Linie 25 ersetzt und die Linie 26 eingekürzt. Zum Fahrplanwechsel im Dezember 2018 folgte dann auch die Sperrung der westlichen Kurfürstenanlage, wodurch sich zusammen mit der Inbetriebnahme der Strecke durch die Bahnstadt folgendes Liniennetz ergab:
5Rundfahrt: Weinheim – Handschuhsheim – Bismarckplatz – Römerstraße – Hauptbahnhof West – Edingen – Mannheim – Viernheim – Weinheim
9Bismarckplatz – Hauptbahnhof – Edingen – Mannheim Hauptbahnhof – Ludwigshafen – Maxdorf – Bad Dürkheim (RNV-Express, sonn- und feiertags in den Sommermonaten)
21Handschuhsheim Hans-Thoma-Platz – Technologiepark – Römerstraße – Seegarten – Christuskirche – Rohrbach Süd
22Bismarckplatz – Seegarten – Montpellierbrücke – Bahnstadt – Pfaffengrund – Eppelheim
23Handschuhsheim Nord – Bismarckplatz – Christuskirche – Rohrbach – Leimen
24(Schriesheim – Dossenheim –) Handschuhsheim Nord – Hauptbahnhof West (und SEV-Bus nach Bergfriedhof bzw. später bis Rohrbach Süd)
26Bismarckplatz – Römerstraße – Czernybrücke – Bahnstadt – Kirchheim

#### Liniennetz 2022
Seit Januar 2021 wird die Linie 21 nicht mehr zum Bismarckplatz geführt, sondern verbindet seitdem den Hauptbahnhof in Lastrichtung mit der Berliner Straße und befährt in Bergheim eine Schleife über Kurfürstenanlage und Bergheimer Straße. Am 13. September 2021 wurde auf den Linien 22, 23, 24 und 26 der Takt in den Abendstunden zwischen 19 Uhr und 22 Uhr sowie an Sonntagen ab 10 Uhr von 30 auf 20 Minuten verdichtet. Die Stadt Leimen setzte die Taktverdichtung erst im Juni 2022 um, in der Zwischenzeit verkehrte die Linie 23 nur bis Rorbach Süd im dichteren Takt. Um in Leimen einen 30-Minuten-Takt aufrechtzuerhalten, wurde zwischen September 2021 und Juni 2022 an Sonntagen die Linie 24 im Wechsel mit der Linie 23 bis Leimen verlängert. Am 3. Juni 2022 endete der Betrieb der Linie 24 nach Leimen. Gleichzeitig wurden in Neuenheim die Linienäste 23 und 26 getauscht. Dadurch wurde kurzfristig der Einsatz von längeren Fahrzeugen auf der Linie 22 möglich und es konnten direkte Fahrtmöglichkeiten zwischen der Bahnstadt sowie der Bergheimer Straße und Neuenheim angeboten werden. Im Juni 2022 ergaben sich folgende Linienwege:
5
Rundfahrt: Weinheim – Handschuhsheim – Bismarckplatz – Seegarten – HD Hauptbahnhof – Edingen – Mannheim – Viernheim – Weinheim
9Nur in den Sommermonaten: Bismarckplatz – HD Hauptbahnhof – Edingen – Mannheim Hauptbahnhof – Ludwigshafen – Maxdorf – Bad Dürkheim (RNV-Express an Sonntagen)
21
Vormittags: Hans-Thoma-Platz – Technologiepark – Campus Bergheim – Seegarten – HD Hauptbahnhof – Technologiepark – Hans-Thoma-Platz
Nachmittags: Hans-Thoma-Platz – Technologiepark – HD Hauptbahnhof – Seegarten – Campus Bergheim – Technologiepark - Hans-Thoma-Platz
22Bismarckplatz – Seegarten – Montpellierbrücke – Bahnstadt – Pfaffengrund – Eppelheim
23Bismarckplatz – Seegarten – Rohrbach – Rohrbach Süd – Leimen
24(Schriesheim – Dossenheim –) Handschuhsheim Nord – HD Hauptbahnhof – Christuskirche – Rohrbach – Rohrbach Süd
26Handschuhsheim Nord – Bismarckplatz – Campus Bergheim – Czernybrücke – Bahnstadt – Kirchheim

#### Liniennetz 2024

Netzplan im Zuge des Umbaus der Dossenheimer Landstraße seit dem 30. März 2024

Im Zuge des Umbaus der Dossenheimer Landstraße im Heidelberger Norden, die im März 2024 starteten ergaben sich wieder Umleitungen, die bis voraussichtlich 2026 bestehen bleiben sollen. Die Haltestelle Biethstraße entfällt in dieser Zeit gänzlich. Die Linien 24 und 26 enden in den Randzeiten und an Sonn- und Feiertagen bereits am Hans-Thoma-Platz, unter der Woche und in Hauptverkehrszeiten enden sie nominell an der Haltestelle Heiligenbergschule, von wo die 24 weiter als 26 nach Kircheim und die 26 weiter als 24 nach Rohrbach Süd verkehrt. In den Hauptverkehrszeiten verkehren zusätzlich die Linien 21 und 25 als Erweiterungen der 5. Einzelne Züge der Linie 5 aus Mannheim fahren dabei ab Hauptbahnhof weiter als Linie 21 über Seegarten, Altes Hallenbad, und Technologiepark bis zum Hans-Thoma-Platz und zurück zum Hauptbahnhof. 3 Züge pro Stunde der Linie 5 aus Weinheim fahren dann ab Seegarten über den Hauptbahnhof und Technologiepark bis Schriesheim Bahnhof, und von dort zurück über Technologiepark, Volkshochschule zum Bismarckplatz.
5
Rundfahrt: Weinheim – Handschuhsheim – Bismarckplatz – Seegarten – HD Hauptbahnhof – Edingen – Mannheim – Viernheim – Weinheim
Unter der Woche einzelne Züge weiter ab Seegarten als 25 oder ab HD Hauptbahnhof als 21 (Im Juni 2025 eingestellt)
21HD Hauptbahnhof – Seegarten – Campus Bergheim  – Technologiepark – Hans-Thoma-Platz (Bis Juni 2025)
Ab Juni 2025: (Schriesheim) – Hans Thoma Platz – Technologiepark – Betriebshof – Haupbahnhof – Seegarten – Bismarckplatz
22Bismarckplatz – Seegarten – Montpellierbrücke – Bahnstadt – Pfaffengrund – Eppelheim
23Bismarckplatz – Seegarten – Rohrbach – Rohrbach Süd – Leimen
24Rohrbach Süd – Rohrbach – Christuskirche – HD Hauptbahnhof – Technologiepark – Heiligenbergschule (– Hans-Thoma-Platz): Unter der Woche ab Heiligenbergschule weiter als 26 nach Kirchheim. Verkehrt ab Juni 2025 nicht an Wochenenden und Feiertagen
25Hin: Seegarten – HD Hauptbahnhof – Technologiepark – Handschuhsheim Nord – Dossenheim – Schriesheim (Im Juni 2025 eingestellt)
Zurück: Schriesheim – Dossenheim – Handschuhsheim Nord – Technologiepark – Campus Bergheim – Bismarckplatz (Im Juni 2025 eingestellt)
26Kirchheim – Bahnstadt – Czernybrücke – Campus Bergheim – Bismarckplatz - Heiligenbergschule / Hans-Thoma-Platz
Unter der Woche ab Heiligenbergschule weiter als 24 nach Rohrbach Süd

## Zukunft

### Streckenneubau
Im Rahmen des Masterplanprozesses Neuenheimer Feld, der nach den gescheiterten Planungen des Mobilitätsnetzes 2015 initiiert wurde (siehe oben), wird auch weiterhin über eine Anbindung des Universitätscampus mit Straßenbahnen, aber auch anderen Verkehrsträgern, wie zum Beispiel einer Seilbahn, debattiert. Beide Entwürfe der sogenannten Konsolidierungsphase enthalten einen Straßenbahnring.
Darüber hinaus werden sieben Varianten zur Straßenbahnanbindung von Heidelbergs größte Konversionsfläche, Patrick-Henry-Village untersucht. In dem Stadtteil, der seit dem Abzug ehemals hier stationierter amerikanischer Truppen geplant wird, werden zukünftig 10.000 bis 15.000 Menschen wohnen und arbeiten. Im Zuge dessen wird auch eine Weiterführung der Straßenbahn nach Schwetzingen mit den Nachbargemeinden abgestimmt. Wann und ob die Planungen umgesetzt werden, ist offen.
Auch die Reaktivierung stillgelegter Straßenbahnstrecken wird geprüft. In Frage kommt ein Wiederaufbau der Strecke Leimen - Wiesloch sowie Heidelberg - Neckargemünd.

### Betriebshofneubau
Nach einem Gemeinderatsbeschluss 2014 laufen in Heidelberg Diskussionen um den schon lange dringend notwendigen Betriebshofneubau. Verschiedene Standorte im Stadtgebiet wurden geprüft, der darauf vom Gemeinderat beschlossene Standort Ochsenkopf jedoch bei einem Bürgerentscheid abgelehnt. Obwohl der Bürgerentscheid aufgrund des nicht erreichten Quorums keine rechtsverbindliche Wirkung hatte, entschloss sich der Gemeinderat, dem Votum zu folgen und beschloss den Betriebshof am bisherigen Standort in Bergheim auszubauen. Ausschlaggebend war die Stimme eines Stadtrats der satirischen Partei, Die PARTEI, der zur Entscheidungsfindung einen Weldebräu Kronkorken nutzte, was für viel Kritik sorgte. Bei dem Neubau in Bergheim werden zusätzliche Außenstandorte notwendig, gegen die sich neue Bürgerinitiativen gebildet haben. Auch über die Planungen am Standort Bergheim wird weiterhin gestritten.

## Ehemalige Planungen
- Neubau Kirchheim – Sandhausen – Walldorf (Verlängerung der Linie 26, durch Gemeinderatsbeschluss Ende 2007 in Sandhausen abgelehnt)
- Wiederaufbau Eppelheim – Plankstadt – Schwetzingen (Verlängerung der Linie 22, durch Bürgerentscheid in Plankstadt am 25. Mai 2014 abgelehnt).